# EHF Champions League 2015/16
An der EHF Champions League 2015/16 nahmen 31 Handball-Vereinsmannschaften teil, die sich in der vorangegangenen Saison in ihren Heimatligen für den Wettbewerb qualifiziert haben. Seit 1957 wird die EHF Champions League (bis 1993: Europapokal der Landesmeister) zum 56. Mal ausgetragen. Die Pokalspiele begannen am 5. September 2015, das Final Four fand am 28. Mai und 29. Mai 2016 zum siebten Mal in der Kölner Lanxess Arena statt. Sieger wurde der KS Kielce.

## Modus
Qualifikation: Die Qualifikation wurde im Rahmen mehrerer Turniere ausgetragen: Eine Gruppe à vier Teams. Das beste Team qualifizierte sich für die Gruppenphase. Die drei anderen Teams zogen in den EHF Europa Pokal ein.
Gruppenphase: Es gab vier Gruppen, die in zwei Leistungsgruppen eingeteilt werden. In jeder Gruppe spielte jeder gegen jeden ein Hin- und Rückspiel aus. In Gruppe A & B spielten die 16 als besonders leistungsstark eingeteilten Teams, von denen 5 Mannschaften pro Gruppe das Achtelfinale erreichten; die jeweiligen Gruppensieger kamen direkt ins Viertelfinale.
In Gruppe C & D waren die restlichen 9 Teams und der Sieger der Qualifikation. Die beiden Erst- und Zweitplatzierten spielten in einer K.-o.-Runde die Plätze für das Achtelfinale aus.
Achtelfinale: Das Achtelfinale bestand aus sechs Paarungen, da die Gruppensieger der Gruppen A und B direkt das Viertelfinale erreichten. Es wurde im K.-o.-System mit Hin- und Rückspiel ausgetragen. Dabei spielten aus den Gruppen A und B die Zweiten gegen die Qualifizierten aus den Gruppen C und D, die Dritten gegen die Sechsten und die Vierten gegen die Fünften der jeweils anderen Gruppe. Der Gewinner jeder Partie zog in das Viertelfinale ein.
Viertelfinale: Das Viertelfinale wurde im K.-o.-System mit Hin- und Rückspiel gespielt. Der Gewinner jeder Partie zog in das Halbfinale ein.
Final Four: Zum siebten Mal gab es ein Final-Four-Turnier, das Halbfinale und Finale wurde am 28. Mai und 29. Mai 2016 in der Lanxess Arena in Köln ausgetragen. Das Halbfinale wurde im K.-o.-System gespielt. Die Gewinner der beiden Partien zogen in das Finale ein und die Verlierer in das Spiel um den dritten Platz. Es wurde pro Halbfinale nur ein Spiel ausgetragen. Auch das Finale und das Spiel um Platz 3 wurden im einfachen Modus ausgespielt.

## Qualifikation
Die Auslosung der Qualifikation fand am 20. Juni 2015 um 10:00 Uhr (UTC+2) in Wien statt.

### Qualifikationsturniere
Das Turnier zur Qualifikation fand am 5. und 6. September 2015 statt.
Die Halbfinalspiele fanden am 5. September 2015 statt. Der Gewinner jeder Partie zog in das Finale, um die Teilnahme an der Qualifikation ein. Die Verlierer nahmen am Spiel um die Plätze drei und vier teil.
Ausgerichtet wurde das Turnier in Banja Luka.
| Mannschaft 1     | Endergebnis             | Mannschaft 2           | Datum und Zeit          |
| ---------------- | ----------------------- | ---------------------- | ----------------------- |
| Elverum Håndball | 35 : 30 (14 : 15)       | OCI-Lions              | 05.09.15, Sa. 17:30 Uhr |
| Elverum Håndball | Spielbericht            | OCI-Lions              | 500 Zuschauer           |
| Alpla HC Hard    | 35 : 33 n. V. (17 : 14) | Borac m:tel Banja Luka | 05.09.15, Sa. 20:00 Uhr |
| Alpla HC Hard    | Spielbericht            | Borac m:tel Banja Luka | 3.500 Zuschauer         |

Das Spiel der Verlierer fand am 6. September 2015 statt. Der Verlierer der Partie nahm an der 2. Runde des EHF Europa Pokal teil. Der Gewinner nahm an der 3. Runde des EHF Europa Pokal teil.
| Mannschaft 1 | Endergebnis   | Mannschaft 2           | Datum und Zeit          |
| ------------ | ------------- | ---------------------- | ----------------------- |
| OCI-Lions    | 33:29 (0 : 0) | Borac m:tel Banja Luka | 06.09.15, So. 17:30 Uhr |
| OCI-Lions    | Spielbericht  | Borac m:tel Banja Luka | 400 Zuschauer           |

Das Finale fand am 6. September 2015 statt. Der Gewinner der Partie nahm an der Gruppenphase (Gruppe C) der EHF Champions League 2015/16 teil. Der Verlierer nahm an der 3. Runde des EHF Europa Pokal teil.
| Mannschaft 1     | Endergebnis   | Mannschaft 2  | Datum und Zeit          |
| ---------------- | ------------- | ------------- | ----------------------- |
| Elverum Håndball | 28:25 (15:11) | Alpla HC Hard | 06.09.15, So. 20:00 Uhr |
| Elverum Håndball | Spielbericht  | Alpla HC Hard | 400 Zuschauer           |

## Gruppenphase
Die Auslosung der Gruppenphase fand am 26. Juni 2015 in Wien statt.
Es nahmen der Sieger der Qualifikation und die 27 Mannschaften teil, die sich vorher für den Wettbewerb qualifiziert hatten.

### Qualifizierte Teams
In Klammern ist der Tabellenplatz in der Vorsaison angegeben.
| Gruppen A & B: - THW Kiel (1. Deutsche Liga) - MKB Veszprém KC (1. Ungarische Liga) - KIF Kolding København (1. Dänische Liga) - RK Vardar Skopje (1. Mazedonische Liga) - KS Vive Targi Kielce (1. Polnische Liga) - RK Zagreb (1. Kroatische Liga) - FC Barcelona (1. Spanische Liga, Titelverteidiger) - Paris Saint-Germain (1. Französische Liga) - IFK Kristianstad (1. Schwedische Liga) - Celje Pivovarna Laško (1. Slowenische Liga) - Beşiktaş Istanbul (1. Türkische Liga) - Rhein-Neckar Löwen (2. Deutsche Liga) - Montpellier HB (2. Französische Liga) - MOL-Pick Szeged (2. Ungarische Liga, Wild-Card) - Orlen Wisła Płock (2. Polnische Liga, Wild-Card) - SG Flensburg-Handewitt (3. Deutsche Liga, Wild-Card) | Gruppen C & D: - Kadetten Schaffhausen (1. Schweizer Liga) - HC Meshkov Brest (1. Belarussische Liga) - Chekhovskie Medvedi (1. Russische Liga) - HC Vojvodina Novi Sad (1. Serbische Liga) - HK Motor Saporischschja (1. Ukrainische Liga) - Futebol Clube do Porto (1. Portugiesische Liga) - HCM Baia Mare (1. Rumänische Liga) - Taran Presov (2. Slowakische Liga) - Naturhouse La Rioja (2. Spanische Liga) - Skjern Håndbold (2. Dänische Liga, Wild-Card) - RK Metalurg (2. Mazedonische Liga, Wild-Card) - Elverum Håndball (Sieger Qualifikationsturnier) |

### Farblegende
|  | Qualifikationsplatz für das Viertelfinale |
|  | Qualifikationsplatz für die nächste Runde |
|  | Gruppen-Phase K.-o.-Spiel                 |
|  | Ausscheiden aus dem Wettbewerb            |

### Gruppe A
| Pl. | Verein                   | Sp. | S  | U | N  | Tore      | Diff. | Punkte  |
| --- | ------------------------ | --- | -- | - | -- | --------- | ----- | ------- |
| 1.  | Paris Saint-Germain      | 14  | 12 | 0 | 2  | 0442:3890 | +53   | 024:40  |
| 2.  | MKB Veszprém KC          | 14  | 11 | 1 | 2  | 0402:3640 | +38   | 023:50  |
| 3.  | SG Flensburg-Handewitt   | 14  | 10 | 0 | 4  | 0429:3800 | +49   | 020:80  |
| 4.  | THW Kiel                 | 14  | 8  | 1 | 5  | 0400:3880 | +12   | 017:110 |
| 5.  | RK Zagreb                | 14  | 5  | 1 | 8  | 0358:3670 | −9    | 011:170 |
| 6.  | Orlen Wisła Płock        | 14  | 3  | 2 | 9  | 0372:3970 | −25   | 08:200  |
| 7.  | RK Celje Pivovarna Laško | 14  | 3  | 1 | 10 | 0385:3980 | −13   | 07:210  |
| 8.  | Beşiktaş Istanbul        | 14  | 1  | 0 | 13 | 0382:4870 | −105  | 02:260  |

| 17. September 2015 Do., 19:00 Uhr | RK Zagreb                        | 29:22   | THW Kiel              | Arena Zagreb, Zagreb Zuschauer: 8.600 |
| 17. September 2015 Do., 19:00 Uhr | meiste Tore: Horvat, Stepančić 6 | (13:11) | meiste Tore: Dahmke 9 | Arena Zagreb, Zagreb Zuschauer: 8.600 |
| 17. September 2015 Do., 19:00 Uhr | Spielbericht                     |         |                       | Arena Zagreb, Zagreb Zuschauer: 8.600 |

| 19. September 2015 Sa., 16:00 Uhr | Orlen Wisła Płock    | 27:27   | MKB Veszprém KC                | Orlen Arena, Płock Zuschauer: 5.467 |
| 19. September 2015 Sa., 16:00 Uhr | meiste Tore: Rocha 9 | (11:13) | meiste Tore: Marguč, Nilsson 7 | Orlen Arena, Płock Zuschauer: 5.467 |
| 19. September 2015 Sa., 16:00 Uhr | Spielbericht         |         |                                | Orlen Arena, Płock Zuschauer: 5.467 |

| 19. September 2015 Sa., 17:30 Uhr | SG Flensburg-Handewitt | 39:32   | Paris Saint-Germain   | Flens-Arena, Flensburg Zuschauer: 5.800 |
| 19. September 2015 Sa., 17:30 Uhr | meiste Tore: Eggert 13 | (21:16) | meiste Tore: Hansen 9 | Flens-Arena, Flensburg Zuschauer: 5.800 |
| 19. September 2015 Sa., 17:30 Uhr | Spielbericht           |         |                       | Flens-Arena, Flensburg Zuschauer: 5.800 |

| 19. September 2015 Sa., 18:00 Uhr | Beşiktaş Istanbul   | 24:30   | RK Celje Pivovarna Laško | Süleyman Seba Sport Complex, Istanbul Zuschauer: 2.000 |
| 19. September 2015 Sa., 18:00 Uhr | meiste Tore: Döne 7 | (13:13) | meiste Tore: Mlakar 7    | Süleyman Seba Sport Complex, Istanbul Zuschauer: 2.000 |
| 19. September 2015 Sa., 18:00 Uhr | Spielbericht        |         |                          | Süleyman Seba Sport Complex, Istanbul Zuschauer: 2.000 |

| 26. September 2015 Sa., 17:30 Uhr | MKB Veszprém KC     | 28:24   | SG Flensburg-Handewitt      | Veszprém Aréna, Veszprém Zuschauer: 5.019 |
| 26. September 2015 Sa., 17:30 Uhr | meiste Tore: Ilić 9 | (15:14) | meiste Tore: Eggert, Mahé 4 | Veszprém Aréna, Veszprém Zuschauer: 5.019 |
| 26. September 2015 Sa., 17:30 Uhr | Spielbericht        |         |                             | Veszprém Aréna, Veszprém Zuschauer: 5.019 |

| 26. September 2015 Sa., 20:00 Uhr | RK Celje Pivovarna Laško                    | 20:21  | RK Zagreb                         | Zlatorog Arena, Celje Zuschauer: 4.300 |
| 26. September 2015 Sa., 20:00 Uhr | meiste Tore: Janc, Mlakar, Razgor, Žvižej 3 | (10:9) | meiste Tore: Antonijo Kovačević 4 | Zlatorog Arena, Celje Zuschauer: 4.300 |
| 26. September 2015 Sa., 20:00 Uhr | Spielbericht                                |        |                                   | Zlatorog Arena, Celje Zuschauer: 4.300 |

| 27. September 2015 So., 17:00 Uhr | Paris Saint-Germain      | 29:24   | Orlen Wisła Płock                | Stade Pierre de Coubertin, Paris Zuschauer: 2.500 |
| 27. September 2015 So., 17:00 Uhr | meiste Tore: Karabatić 7 | (16:13) | meiste Tore: Rocha, Schitnikow 5 | Stade Pierre de Coubertin, Paris Zuschauer: 2.500 |
| 27. September 2015 So., 17:00 Uhr | Spielbericht             |         |                                  | Stade Pierre de Coubertin, Paris Zuschauer: 2.500 |

| 27. September 2015 So., 19:30 Uhr | THW Kiel                              | 32:21   | Beşiktaş Istanbul   | Sparkassen-Arena, Kiel Zuschauer: 8.200 |
| 27. September 2015 So., 19:30 Uhr | meiste Tore: Dahmke, Vujin, Wiencek 6 | (16:12) | meiste Tore: Döne 5 | Sparkassen-Arena, Kiel Zuschauer: 8.200 |
| 27. September 2015 So., 19:30 Uhr | Spielbericht                          |         |                     | Sparkassen-Arena, Kiel Zuschauer: 8.200 |

| 3. Oktober 2015 Sa., 16:00 Uhr | RK Celje Pivovarna Laško | 25:28   | Orlen Wisła Płock         | Zlatorog Arena, Celje Zuschauer: 3.000 |
| 3. Oktober 2015 Sa., 16:00 Uhr | meiste Tore: Mlakar 6    | (10:17) | meiste Tore: Schitnikow 5 | Zlatorog Arena, Celje Zuschauer: 3.000 |
| 3. Oktober 2015 Sa., 16:00 Uhr | Spielbericht             |         |                           | Zlatorog Arena, Celje Zuschauer: 3.000 |

| 3. Oktober 2015 Sa., 17:30 Uhr | THW Kiel                | 27:23   | SG Flensburg-Handewitt  | Sparkassen-Arena, Kiel Zuschauer: 10.285 |
| 3. Oktober 2015 Sa., 17:30 Uhr | meiste Tore: Cañellas 7 | (14:13) | meiste Tore: Glandorf 5 | Sparkassen-Arena, Kiel Zuschauer: 10.285 |
| 3. Oktober 2015 Sa., 17:30 Uhr | Spielbericht            |         |                         | Sparkassen-Arena, Kiel Zuschauer: 10.285 |

| 3. Oktober 2015 Sa., 18:00 Uhr | Beşiktaş Istanbul   | 30:40   | Paris Saint-Germain    | Süleyman Seba Sport Complex, Istanbul Zuschauer: 850 |
| 3. Oktober 2015 Sa., 18:00 Uhr | meiste Tore: Döne 7 | (17:21) | meiste Tore: Hansen 10 | Süleyman Seba Sport Complex, Istanbul Zuschauer: 850 |
| 3. Oktober 2015 Sa., 18:00 Uhr | Spielbericht        |         |                        | Süleyman Seba Sport Complex, Istanbul Zuschauer: 850 |

| 3. Oktober 2015 Sa., 20:00 Uhr | RK Zagreb               | 20:21  | MKB Veszprém KC       | Arena Zagreb, Zagreb Zuschauer: 15.200 |
| 3. Oktober 2015 Sa., 20:00 Uhr | meiste Tore: Pavlović 6 | (10:9) | meiste Tore: Marguč 8 | Arena Zagreb, Zagreb Zuschauer: 15.200 |
| 3. Oktober 2015 Sa., 20:00 Uhr | Spielbericht            |        |                       | Arena Zagreb, Zagreb Zuschauer: 15.200 |

| 10. Oktober 2015 Sa., 20:45 Uhr | Orlen Wisła Płock               | 23:37  | THW Kiel                 | Orlen Arena, Płock Zuschauer: 5.400 |
| 10. Oktober 2015 Sa., 20:45 Uhr | meiste Tore: Daszek, Nikčević 4 | (8:18) | meiste Tore: Cañellas 10 | Orlen Arena, Płock Zuschauer: 5.400 |
| 10. Oktober 2015 Sa., 20:45 Uhr | Spielbericht                    |        |                          | Orlen Arena, Płock Zuschauer: 5.400 |

| 11. Oktober 2015 So., 15:00 Uhr | MKB Veszprém KC     | 33:25   | Beşiktaş Istanbul    | Veszprém Aréna, Veszprém Zuschauer: 5.000 |
| 11. Oktober 2015 So., 15:00 Uhr | meiste Tore: Ilić 9 | (17:12) | meiste Tore: Đukić 6 | Veszprém Aréna, Veszprém Zuschauer: 5.000 |
| 11. Oktober 2015 So., 15:00 Uhr | Spielbericht        |         |                      | Veszprém Aréna, Veszprém Zuschauer: 5.000 |

| 11. Oktober 2015 So., 17:00 Uhr | Paris Saint-Germain    | 34:23  | RK Zagreb                | Halle Georges Carpentier, Paris Zuschauer: 2.800 |
| 11. Oktober 2015 So., 17:00 Uhr | meiste Tore: Hansen 10 | (18:8) | meiste Tore: Kovačević 5 | Halle Georges Carpentier, Paris Zuschauer: 2.800 |
| 11. Oktober 2015 So., 17:00 Uhr | Spielbericht           |        |                          | Halle Georges Carpentier, Paris Zuschauer: 2.800 |

| 11. Oktober 2015 So., 17:00 Uhr | SG Flensburg-Handewitt | 30:20   | RK Celje Pivovarna Laško | Flens-Arena, Flensburg Zuschauer: 4.800 |
| 11. Oktober 2015 So., 17:00 Uhr | meiste Tore: Eggert 8  | (13:10) | meiste Tore: Ivić 4      | Flens-Arena, Flensburg Zuschauer: 4.800 |
| 11. Oktober 2015 So., 17:00 Uhr | Spielbericht           |         |                          | Flens-Arena, Flensburg Zuschauer: 4.800 |

| 14. Oktober 2015 Mi., 19:00 Uhr | SG Flensburg-Handewitt | 33:25   | Beşiktaş Istanbul   | Flens-Arena, Flensburg Zuschauer: 4.307 |
| 14. Oktober 2015 Mi., 19:00 Uhr | meiste Tore: Eggert 10 | (16:14) | meiste Tore: Döne 7 | Flens-Arena, Flensburg Zuschauer: 4.307 |
| 14. Oktober 2015 Mi., 19:00 Uhr | Spielbericht           |         |                     | Flens-Arena, Flensburg Zuschauer: 4.307 |

| 17. Oktober 2015 Sa., 15:15 Uhr | MKB Veszprém KC       | 29:27   | THW Kiel               | Veszprém Aréna, Veszprém Zuschauer: 5.019 |
| 17. Oktober 2015 Sa., 15:15 Uhr | meiste Tore: Gulyás 5 | (17:15) | meiste Tore: Duvnjak 7 | Veszprém Aréna, Veszprém Zuschauer: 5.019 |
| 17. Oktober 2015 Sa., 15:15 Uhr | Spielbericht          |         |                        | Veszprém Aréna, Veszprém Zuschauer: 5.019 |

| 17. Oktober 2015 Sa., 20:00 Uhr | RK Zagreb                | 29:25   | Orlen Wisła Płock        | Arena Zagreb, Zagreb Zuschauer: 10.000 |
| 17. Oktober 2015 Sa., 20:00 Uhr | meiste Tore: Stepančić 8 | (13:13) | meiste Tore: Zelenović 8 | Arena Zagreb, Zagreb Zuschauer: 10.000 |
| 17. Oktober 2015 Sa., 20:00 Uhr | Spielbericht             |         |                          | Arena Zagreb, Zagreb Zuschauer: 10.000 |

| 18. Oktober 2015 So., 17:00 Uhr | RK Celje Pivovarna Laško | 30:32   | Paris Saint-Germain      | Zlatorog Arena, Celje Zuschauer: 4.650 |
| 18. Oktober 2015 So., 17:00 Uhr | meiste Tore: Ivić 8      | (15:16) | meiste Tore: Karabatić 9 | Zlatorog Arena, Celje Zuschauer: 4.650 |
| 18. Oktober 2015 So., 17:00 Uhr | Spielbericht             |         |                          | Zlatorog Arena, Celje Zuschauer: 4.650 |

| 21. Oktober 2015 Mi., 18:45 Uhr | THW Kiel               | 35:32   | RK Celje Pivovarna Laško | Sparkassen-Arena, Kiel Zuschauer: 8.537 |
| 21. Oktober 2015 Mi., 18:45 Uhr | meiste Tore: Duvnjak 8 | (16:14) | meiste Tore: Janc 7      | Sparkassen-Arena, Kiel Zuschauer: 8.537 |
| 21. Oktober 2015 Mi., 18:45 Uhr | Spielbericht           |         |                          | Sparkassen-Arena, Kiel Zuschauer: 8.537 |

| 24. Oktober 2015 Sa., 18:00 Uhr | Beşiktaş Istanbul    | 32:30   | RK Zagreb                | Sinan Erdem Dome, Istanbul Zuschauer: 1.026 |
| 24. Oktober 2015 Sa., 18:00 Uhr | meiste Tore: Döne 10 | (17:13) | meiste Tore: Stepančić 7 | Sinan Erdem Dome, Istanbul Zuschauer: 1.026 |
| 24. Oktober 2015 Sa., 18:00 Uhr | Spielbericht         |         |                          | Sinan Erdem Dome, Istanbul Zuschauer: 1.026 |

| 25. Oktober 2015 So., 17:00 Uhr | Paris Saint-Germain    | 29:27   | MKB Veszprém KC           | Halle Georges Carpentier, Paris Zuschauer: 4.800 |
| 25. Oktober 2015 So., 17:00 Uhr | meiste Tore: Hansen 10 | (16:12) | meiste Tore: Pálmarsson 7 | Halle Georges Carpentier, Paris Zuschauer: 4.800 |
| 25. Oktober 2015 So., 17:00 Uhr | Spielbericht           |         |                           | Halle Georges Carpentier, Paris Zuschauer: 4.800 |

| 25. Oktober 2015 So., 18:00 Uhr | Orlen Wisła Płock         | 30:34   | SG Flensburg-Handewitt       | Orlen Arena, Płock Zuschauer: 4.500 |
| 25. Oktober 2015 So., 18:00 Uhr | meiste Tore: Tarabochia 5 | (13:17) | meiste Tore: Lauge Schmidt 9 | Orlen Arena, Płock Zuschauer: 4.500 |
| 25. Oktober 2015 So., 18:00 Uhr | Spielbericht              |         |                              | Orlen Arena, Płock Zuschauer: 4.500 |

| 11. November 2015 Mi., 19:00 Uhr | SG Flensburg-Handewitt | 28:27   | RK Zagreb               | Flens-Arena, Flensburg Zuschauer: 4.587 |
| 11. November 2015 Mi., 19:00 Uhr | meiste Tore: Mahé 8    | (12:13) | meiste Tore: Pavlović 9 | Flens-Arena, Flensburg Zuschauer: 4.587 |
| 11. November 2015 Mi., 19:00 Uhr | Spielbericht           |         |                         | Flens-Arena, Flensburg Zuschauer: 4.587 |

| 12. November 2015 Do., 18:45 Uhr | THW Kiel             | 26:30   | Paris Saint-Germain       | Sparkassen-Arena, Kiel Zuschauer: 10.040 |
| 12. November 2015 Do., 18:45 Uhr | meiste Tore: Vujin 5 | (10:16) | meiste Tore: Onufrienko 9 | Sparkassen-Arena, Kiel Zuschauer: 10.040 |
| 12. November 2015 Do., 18:45 Uhr | Spielbericht         |         |                           | Sparkassen-Arena, Kiel Zuschauer: 10.040 |

| 14. November 2015 Sa., 16:00 Uhr | Orlen Wisła Płock         | 32:26   | Beşiktaş Istanbul    | Orlen Arena, Płock Zuschauer: 4.150 |
| 14. November 2015 Sa., 16:00 Uhr | meiste Tore: Piechowski 5 | (15:12) | meiste Tore: Đukić 9 | Orlen Arena, Płock Zuschauer: 4.150 |
| 14. November 2015 Sa., 16:00 Uhr | Spielbericht              |         |                      | Orlen Arena, Płock Zuschauer: 4.150 |

| 15. November 2015 So., 15:00 Uhr | RK Celje Pivovarna Laško | 27:30   | MKB Veszprém KC      | Zlatorog Arena, Celje Zuschauer: 4.500 |
| 15. November 2015 So., 15:00 Uhr | meiste Tore: Žvižej 6    | (11:17) | meiste Tore: Sulić 8 | Zlatorog Arena, Celje Zuschauer: 4.500 |
| 15. November 2015 So., 15:00 Uhr | Spielbericht             |         |                      | Zlatorog Arena, Celje Zuschauer: 4.500 |

| 21. November 2015 Sa., 16:00 Uhr | MKB Veszprém KC      | 34:28   | RK Celje Pivovarna Laško     | Veszprém Arena, Veszprém Zuschauer: 5.019 |
| 21. November 2015 Sa., 16:00 Uhr | meiste Tore: Sulić 8 | (17:15) | meiste Tore: Ivic, Zarabec 6 | Veszprém Arena, Veszprém Zuschauer: 5.019 |
| 21. November 2015 Sa., 16:00 Uhr | Spielbericht         |         |                              | Veszprém Arena, Veszprém Zuschauer: 5.019 |

| 21. November 2015 Sa., 17:00 Uhr | Beşiktaş Istanbul   | 29:38   | Orlen Wisła Płock         | Sinan Erdem Dome, Istanbul Zuschauer: 250 |
| 21. November 2015 Sa., 17:00 Uhr | meiste Tore: Döne 9 | (15:19) | meiste Tore: Schitnikow 7 | Sinan Erdem Dome, Istanbul Zuschauer: 250 |
| 21. November 2015 Sa., 17:00 Uhr | Spielbericht        |         |                           | Sinan Erdem Dome, Istanbul Zuschauer: 250 |

| 21. November 2015 Sa., 19:00 Uhr | RK Zagreb              | 23:30   | SG Flensburg-Handewitt | Arena Zagreb, Zagreb Zuschauer: 9.000 |
| 21. November 2015 Sa., 19:00 Uhr | meiste Tore: Sebetic 8 | (10:15) | meiste Tore: Svan 7    | Arena Zagreb, Zagreb Zuschauer: 9.000 |
| 21. November 2015 Sa., 19:00 Uhr | Spielbericht           |         |                        | Arena Zagreb, Zagreb Zuschauer: 9.000 |

| 21. November 2015 Sa., 20:45 Uhr | Paris Saint-Germain      | 37:30   | THW Kiel                 | Halle George Carpentier, Paris Zuschauer: 3.400 |
| 21. November 2015 Sa., 20:45 Uhr | meiste Tore: Karabatić 8 | (18:12) | meiste Tore: Dissinger 6 | Halle George Carpentier, Paris Zuschauer: 3.400 |
| 21. November 2015 Sa., 20:45 Uhr | Spielbericht             |         |                          | Halle George Carpentier, Paris Zuschauer: 3.400 |

| 25. November 2015 Mi., 18:30 Uhr | SG Flensburg-Handewitt        | 27:25   | Orlen Wisła Płock         | Flens-Arena, Flensburg Zuschauer: 4.367 |
| 25. November 2015 Mi., 18:30 Uhr | meiste Tore: Lauge Schmidt 11 | (13:11) | meiste Tore: Zhitnikov 16 | Flens-Arena, Flensburg Zuschauer: 4.367 |
| 25. November 2015 Mi., 18:30 Uhr | Spielbericht                  |         |                           | Flens-Arena, Flensburg Zuschauer: 4.367 |

| 26. November 2015 Do., 19:00 Uhr | RK Zagreb            | 32:26   | Beşiktaş Istanbul     | Arena Zagreb, Zagreb Zuschauer: 5.000 |
| 26. November 2015 Do., 19:00 Uhr | meiste Tore: Vujić 9 | (14:11) | meiste Tore: Djukic 7 | Arena Zagreb, Zagreb Zuschauer: 5.000 |
| 26. November 2015 Do., 19:00 Uhr | Spielbericht         |         |                       | Arena Zagreb, Zagreb Zuschauer: 5.000 |

| 28. November 2015 Sa., 15:00 Uhr | MKB Veszprém KC      | 28:20   | Paris Saint-Germain     | Veszprém Arena, Veszprém Zuschauer: 5.019 |
| 28. November 2015 Sa., 15:00 Uhr | meiste Tore: Ilić 10 | (16:14) | meiste Tore: Narcisse 4 | Veszprém Arena, Veszprém Zuschauer: 5.019 |
| 28. November 2015 Sa., 15:00 Uhr | Spielbericht         |         |                         | Veszprém Arena, Veszprém Zuschauer: 5.019 |

| 28. November 2015 Sa., 17:30 Uhr | RK Celje Pivovarna Laško  | 23:23   | THW Kiel              | Zlatorog Arena, Celje Zuschauer: 3.700 |
| 28. November 2015 Sa., 17:30 Uhr | meiste Tore: Ivic, Janc 4 | (14:14) | meiste Tore: Dahmke 5 | Zlatorog Arena, Celje Zuschauer: 3.700 |
| 28. November 2015 Sa., 17:30 Uhr | Spielbericht              |         |                       | Zlatorog Arena, Celje Zuschauer: 3.700 |

| 5. Dezember 2015 Sa., 20:30 Uhr | Orlen Wisła Płock               | 23:23   | RK Zagreb            | Orlen Arena, Płock Zuschauer: 5.300 |
| 5. Dezember 2015 Sa., 20:30 Uhr | meiste Tore: de Toledo, Rocha 6 | (11:12) | meiste Tore: Vujić 6 | Orlen Arena, Płock Zuschauer: 5.300 |
| 5. Dezember 2015 Sa., 20:30 Uhr | Spielbericht                    |         |                      | Orlen Arena, Płock Zuschauer: 5.300 |

| 6. Dezember 2015 So., 14:15 Uhr | THW Kiel             | 25:24   | MKB Veszprém KC     | Sparkassen-Arena, Kiel Zuschauer: 9.870 |
| 6. Dezember 2015 So., 14:15 Uhr | meiste Tore: Vujin 8 | (11:12) | meiste Tore: Nagy 6 | Sparkassen-Arena, Kiel Zuschauer: 9.870 |
| 6. Dezember 2015 So., 14:15 Uhr | Spielbericht         |         |                     | Sparkassen-Arena, Kiel Zuschauer: 9.870 |

| 6. Dezember 2015 So., 17:00 Uhr | Paris Saint-Germain   | 32:27   | RK Celje Pivovarna Laško           | Halle George Carpentier, Paris Zuschauer: 2.600 |
| 6. Dezember 2015 So., 17:00 Uhr | meiste Tore: Hansen 9 | (17:12) | meiste Tore: Blagotinšek, Mlakar 5 | Halle George Carpentier, Paris Zuschauer: 2.600 |
| 6. Dezember 2015 So., 17:00 Uhr | Spielbericht          |         |                                    | Halle George Carpentier, Paris Zuschauer: 2.600 |

| 6. Dezember 2015 So., 20:30 Uhr | Beşiktaş Istanbul      | 26:34   | SG Flensburg-Handewitt   | Sinan Erdem Dome, Istanbul Zuschauer: 350 |
| 6. Dezember 2015 So., 20:30 Uhr | meiste Tore: Özbahar 8 | (16:17) | meiste Tore: Glandorf 10 | Sinan Erdem Dome, Istanbul Zuschauer: 350 |
| 6. Dezember 2015 So., 20:30 Uhr | Spielbericht           |         |                          | Sinan Erdem Dome, Istanbul Zuschauer: 350 |

| 10. Februar 2016 Mi., 18:45 Uhr | RK Zagreb                 | 23:25   | Paris Saint-Germain   | Arena Zagreb, Zagreb Zuschauer: 15.200 |
| 10. Februar 2016 Mi., 18:45 Uhr | meiste Tore: Mandalinić 5 | (10:15) | meiste Tore: Hansen 7 | Arena Zagreb, Zagreb Zuschauer: 15.200 |
| 10. Februar 2016 Mi., 18:45 Uhr | Spielbericht              |         |                       | Arena Zagreb, Zagreb Zuschauer: 15.200 |

| 13. Februar 2016 Sa., 16:00 Uhr | Orlen Wisła Płock    | 26:31   | RK Celje Pivovarna Laško | Orlen Arena, Płock Zuschauer: 4.500 |
| 13. Februar 2016 Sa., 16:00 Uhr | meiste Tore: Rocha 7 | (12:17) | meiste Tore: Janc 7      | Orlen Arena, Płock Zuschauer: 4.500 |
| 13. Februar 2016 Sa., 16:00 Uhr | Spielbericht         |         |                          | Orlen Arena, Płock Zuschauer: 4.500 |

| 13. Februar 2016 Sa., 17:00 Uhr | Beşiktaş Istanbul    | 34:38   | MKB Veszprém KC                   | Sinan Erdem Dome, Istanbul Zuschauer: 350 |
| 13. Februar 2016 Sa., 17:00 Uhr | meiste Tore: Đukić 8 | (15:21) | meiste Tore: Nilsson, Slišković 6 | Sinan Erdem Dome, Istanbul Zuschauer: 350 |
| 13. Februar 2016 Sa., 17:00 Uhr | Spielbericht         |         |                                   | Sinan Erdem Dome, Istanbul Zuschauer: 350 |

| 14. Februar 2016 So., 19:30 Uhr | SG Flensburg-Handewitt       | 37:27   | THW Kiel               | Flens-Arena, Flensburg Zuschauer: 6.000 |
| 14. Februar 2016 So., 19:30 Uhr | meiste Tore: Lauge Schmidt 9 | (17:14) | meiste Tore: Duvnjak 8 | Flens-Arena, Flensburg Zuschauer: 6.000 |
| 14. Februar 2016 So., 19:30 Uhr | Spielbericht                 |         |                        | Flens-Arena, Flensburg Zuschauer: 6.000 |

| 17. Februar 2016 Mi., 18:30 Uhr | THW Kiel                | 26:24   | Orlen Wisła Płock    | Sparkassen-Arena, Kiel Zuschauer: 9.800 |
| 17. Februar 2016 Mi., 18:30 Uhr | meiste Tore: Duvnjak 10 | (14:14) | meiste Tore: Rocha 7 | Sparkassen-Arena, Kiel Zuschauer: 9.800 |
| 17. Februar 2016 Mi., 18:30 Uhr | Spielbericht            |         |                      | Sparkassen-Arena, Kiel Zuschauer: 9.800 |

| 20. Februar 2016 Sa., 17:00 Uhr | Paris Saint-Germain    | 40:28   | Beşiktaş Istanbul     | Stade Pierre de Coubertin, Paris Zuschauer: 2.800 |
| 20. Februar 2016 Sa., 17:00 Uhr | meiste Tore: Hansen 10 | (16:11) | meiste Tore: Đukić 11 | Stade Pierre de Coubertin, Paris Zuschauer: 2.800 |
| 20. Februar 2016 Sa., 17:00 Uhr | Spielbericht           |         |                       | Stade Pierre de Coubertin, Paris Zuschauer: 2.800 |

| 20. Februar 2016 Sa., 19:30 Uhr | RK Celje Pivovarna Laško | 26:30   | SG Flensburg-Handewitt | Zlatorog Arena, Celje Zuschauer: 4.247 |
| 20. Februar 2016 Sa., 19:30 Uhr | meiste Tore: Janc 7      | (15:12) | meiste Tore: Svan 8    | Zlatorog Arena, Celje Zuschauer: 4.247 |
| 20. Februar 2016 Sa., 19:30 Uhr | Spielbericht             |         |                        | Zlatorog Arena, Celje Zuschauer: 4.247 |

| 21. Februar 2016 So., 15:00 Uhr | MKB Veszprém KC          | 27:25   | RK Zagreb                                            | Veszprém Arena, Veszprém Zuschauer: 5.019 |
| 21. Februar 2016 So., 15:00 Uhr | meiste Tore: Slišković 7 | (16:12) | meiste Tore: Mandalinić, Marković, Horvat, Susnja, 4 | Veszprém Arena, Veszprém Zuschauer: 5.019 |
| 21. Februar 2016 So., 15:00 Uhr | Spielbericht             |         |                                                      | Veszprém Arena, Veszprém Zuschauer: 5.019 |

| 24. Februar 2016 Mi., 18:30 Uhr | Beşiktaş Istanbul    | 27:32   | THW Kiel             | Süleyman Seba Sport Complex, Istanbul Zuschauer: 320 |
| 24. Februar 2016 Mi., 18:30 Uhr | meiste Tore: Đukić 9 | (14:17) | meiste Tore: Vujin 6 | Süleyman Seba Sport Complex, Istanbul Zuschauer: 320 |
| 24. Februar 2016 Mi., 18:30 Uhr | Spielbericht         |         |                      | Süleyman Seba Sport Complex, Istanbul Zuschauer: 320 |

| 27. Februar 2016 Sa., 17:30 Uhr | SG Flensburg-Handewitt       | 28:29   | MKB Veszprém KC     | Flens-Arena, Flensburg Zuschauer: 6.300 |
| 27. Februar 2016 Sa., 17:30 Uhr | meiste Tore: Lauge Schmidt 8 | (12:10) | meiste Tore: Nagy 9 | Flens-Arena, Flensburg Zuschauer: 6.300 |
| 27. Februar 2016 Sa., 17:30 Uhr | Spielbericht                 |         |                     | Flens-Arena, Flensburg Zuschauer: 6.300 |

| 27. Februar 2016 Sa., 17:30 Uhr | Orlen Wisła Płock            | 22:27   | Paris Saint-Germain   | Orlen Arena, Płock Zuschauer: 5.400 |
| 27. Februar 2016 Sa., 17:30 Uhr | meiste Tore: Toledo, Racoțea | (12:16) | meiste Tore: Hansen 8 | Orlen Arena, Płock Zuschauer: 5.400 |
| 27. Februar 2016 Sa., 17:30 Uhr | Spielbericht                 |         |                       | Orlen Arena, Płock Zuschauer: 5.400 |

| 27. Februar 2016 Sa., 20:00 Uhr | RK Zagreb                  | 24:23 | RK Celje Pivovarna Laško | Arena Zagreb, Zagreb Zuschauer: 10.000 |
| 27. Februar 2016 Sa., 20:00 Uhr | meiste Tore: Mandalinić 10 | (8:9) | meiste Tore: Mlakar 7    | Arena Zagreb, Zagreb Zuschauer: 10.000 |
| 27. Februar 2016 Sa., 20:00 Uhr | Spielbericht               |       |                          | Arena Zagreb, Zagreb Zuschauer: 10.000 |

| 3. März 2016 Do., 19:30 Uhr | THW Kiel                | 31:29   | RK Zagreb              | Sparkassen-Arena, Kiel Zuschauer: 10.285 |
| 3. März 2016 Do., 19:30 Uhr | meiste Tore: Duvnjak 10 | (14:17) | meiste Tore: Šebetić 8 | Sparkassen-Arena, Kiel Zuschauer: 10.285 |
| 3. März 2016 Do., 19:30 Uhr | Spielbericht            |         |                        | Sparkassen-Arena, Kiel Zuschauer: 10.285 |

| 5. März 2016 Sa., 17:00 Uhr | MKB Veszprém KC     | 27:25   | Orlen Wisła Płock     | Veszprém Aréna, Veszprém Zuschauer: 5.000 |
| 5. März 2016 Sa., 17:00 Uhr | meiste Tore: Ilić 7 | (16:13) | meiste Tore: Daszek 7 | Veszprém Aréna, Veszprém Zuschauer: 5.000 |
| 5. März 2016 Sa., 17:00 Uhr | Spielbericht        |         |                       | Veszprém Aréna, Veszprém Zuschauer: 5.000 |

| 5. März 2016 Sa., 18:00 Uhr | RK Celje Pivovarna Laško | 43:29   | Beşiktaş Istanbul      | Zlatorog Arena, Celje Zuschauer: 2.800 |
| 5. März 2016 Sa., 18:00 Uhr | meiste Tore: Marguc 8    | (15:12) | meiste Tore: Pribak 10 | Zlatorog Arena, Celje Zuschauer: 2.800 |
| 5. März 2016 Sa., 18:00 Uhr | Spielbericht             |         |                        | Zlatorog Arena, Celje Zuschauer: 2.800 |

| 6. März 2016 So., 17:00 Uhr | Paris Saint-Germain     | 35:32   | SG Flensburg-Handewitt      | Stade Pierre de Coubertin, Paris Zuschauer: 4.000 |
| 6. März 2016 So., 17:00 Uhr | meiste Tore: Honrubia 8 | (16:16) | meiste Tore: Eggert, Mahé 5 | Stade Pierre de Coubertin, Paris Zuschauer: 4.000 |
| 6. März 2016 So., 17:00 Uhr | Spielbericht            |         |                             | Stade Pierre de Coubertin, Paris Zuschauer: 4.000 |

### Gruppe B
| Pl. | Verein                | Sp. | S  | U | N  | Tore      | Diff. | Punkte  |
| --- | --------------------- | --- | -- | - | -- | --------- | ----- | ------- |
| 1.  | FC Barcelona          | 14  | 11 | 1 | 2  | 0423:3720 | +51   | 023:50  |
| 2.  | KS Vive Targi Kielce  | 14  | 9  | 3 | 2  | 0425:3990 | +26   | 021:70  |
| 3.  | RK Vardar Skopje      | 14  | 9  | 0 | 5  | 0416:3730 | +43   | 018:100 |
| 4.  | Rhein-Neckar Löwen    | 14  | 8  | 1 | 5  | 0369:3530 | +16   | 017:110 |
| 5.  | MOL-Pick Szeged       | 14  | 7  | 1 | 6  | 0404:3900 | +14   | 015:130 |
| 6.  | Montpellier HB        | 14  | 3  | 1 | 10 | 0372:4130 | −41   | 07:210  |
| 7.  | IFK Kristianstad      | 14  | 3  | 1 | 10 | 0409:4370 | −28   | 07:210  |
| 8.  | KIF Kolding København | 14  | 2  | 0 | 12 | 0348:4290 | −81   | 04:240  |

| 16. September 2015 Mi., 19:00 Uhr | IFK Kristianstad        | 33:26   | KIF Kolding København   | Kristianstad Arena, Kristianstad Zuschauer: 4.168 |
| 16. September 2015 Mi., 19:00 Uhr | meiste Tore: Bjørnsen 9 | (16:10) | meiste Tore: Igropulo 6 | Kristianstad Arena, Kristianstad Zuschauer: 4.168 |
| 16. September 2015 Mi., 19:00 Uhr | Spielbericht            |         |                         | Kristianstad Arena, Kristianstad Zuschauer: 4.168 |

| 20. September 2015 So., 16:30 Uhr | MOL-Pick Szeged        | 31:30   | KS Vive Targi Kielce       | Városi Sportcsarnok, Szeged Zuschauer: 3.000 |
| 20. September 2015 So., 16:30 Uhr | meiste Tore: Bombač 11 | (17:14) | meiste Tore: Aguinagalde 7 | Városi Sportcsarnok, Szeged Zuschauer: 3.000 |
| 20. September 2015 So., 16:30 Uhr | Spielbericht           |         |                            | Városi Sportcsarnok, Szeged Zuschauer: 3.000 |

| 20. September 2015 So., 17:00 Uhr | Montpellier HB       | 25:30  | RK Vardar Skopje                | Park&Suites Arena, Montpellier Zuschauer: 2.700 |
| 20. September 2015 So., 17:00 Uhr | meiste Tore: Gajič 8 | (12:9) | meiste Tore: Maqueda, Dibirow 6 | Park&Suites Arena, Montpellier Zuschauer: 2.700 |
| 20. September 2015 So., 17:00 Uhr | Spielbericht         |        |                                 | Park&Suites Arena, Montpellier Zuschauer: 2.700 |

| 20. September 2015 So, 19:30 Uhr | Rhein-Neckar Löwen        | 22:21  | FC Barcelona           | SAP Arena, Mannheim Zuschauer: 7.361 |
| 20. September 2015 So, 19:30 Uhr | meiste Tore: Gensheimer 6 | (10:9) | meiste Tore: Lazarov 6 | SAP Arena, Mannheim Zuschauer: 7.361 |
| 20. September 2015 So, 19:30 Uhr | Spielbericht              |        |                        | SAP Arena, Mannheim Zuschauer: 7.361 |

| 26. September 2015 Sa., 16:15 Uhr | KS Vive Targi Kielce    | 30:23   | Montpellier HB         | Hala Legionów, Kielce Zuschauer: 4.200 |
| 26. September 2015 Sa., 16:15 Uhr | meiste Tore: Bielecki 7 | (12:11) | meiste Tore: Dolenec 6 | Hala Legionów, Kielce Zuschauer: 4.200 |
| 26. September 2015 Sa., 16:15 Uhr | Spielbericht            |         |                        | Hala Legionów, Kielce Zuschauer: 4.200 |

| 26. September 2015 Sa., 18:45 Uhr | FC Barcelona           | 34:32   | IFK Kristianstad         | Palau Blaugrana, Barcelona Zuschauer: 3.109 |
| 26. September 2015 Sa., 18:45 Uhr | meiste Tore: Jallouz 6 | (17:16) | meiste Tore: Bjørnsen 11 | Palau Blaugrana, Barcelona Zuschauer: 3.109 |
| 26. September 2015 Sa., 18:45 Uhr | Spielbericht           |         |                          | Palau Blaugrana, Barcelona Zuschauer: 3.109 |

| 27. September 2015 So., 16:50 Uhr | KIF Kolding København   | 18:30  | Rhein-Neckar Löwen              | Brøndby Hallen, Brøndby Zuschauer: 2.413 |
| 27. September 2015 So., 16:50 Uhr | meiste Tore: Andersen 4 | (8:12) | meiste Tore: Reinkind, Schmid 6 | Brøndby Hallen, Brøndby Zuschauer: 2.413 |
| 27. September 2015 So., 16:50 Uhr | Spielbericht            |        |                                 | Brøndby Hallen, Brøndby Zuschauer: 2.413 |

| 27. September 2015 So., 17:30 Uhr | RK Vardar Skopje       | 27:23   | MOL-Pick Szeged        | Jane Sandanski Arena, Skopje Zuschauer: 5.000 |
| 27. September 2015 So., 17:30 Uhr | meiste Tore: Karačić 5 | (11:11) | meiste Tore: Källman 6 | Jane Sandanski Arena, Skopje Zuschauer: 5.000 |
| 27. September 2015 So., 17:30 Uhr | Spielbericht           |         |                        | Jane Sandanski Arena, Skopje Zuschauer: 5.000 |

| 30. September 2015 Mi., 18:30 Uhr | Rhein-Neckar Löwen                | 32:32   | KS Vive Targi Kielce   | SAP Arena, Mannheim Zuschauer: 3.500 |
| 30. September 2015 Mi., 18:30 Uhr | meiste Tore: Du Rietz, Reinkind 6 | (19:15) | meiste Tore: Jurecki 9 | SAP Arena, Mannheim Zuschauer: 3.500 |
| 30. September 2015 Mi., 18:30 Uhr | Spielbericht                      |         |                        | SAP Arena, Mannheim Zuschauer: 3.500 |

| 4. Oktober 2015 So., 16:30 Uhr | IFK Kristianstad         | 25:30   | RK Vardar Skopje               | Kristianstad Arena, Kristianstad Zuschauer: 4.946 |
| 4. Oktober 2015 So., 16:30 Uhr | meiste Tore: Tollbring 7 | (13:15) | meiste Tore: Dibirow, Toskić 7 | Kristianstad Arena, Kristianstad Zuschauer: 4.946 |
| 4. Oktober 2015 So., 16:30 Uhr | Spielbericht             |         |                                | Kristianstad Arena, Kristianstad Zuschauer: 4.946 |

| 4. Oktober 2015 So., 17:00 Uhr | Montpellier HB           | 30:25   | KIF Kolding København              | Palais des Sports René Bougnol, Montpellier Zuschauer: 2.900 |
| 4. Oktober 2015 So., 17:00 Uhr | meiste Tore: Mačkovšek 9 | (14:14) | meiste Tore: Andersson, Andersen 9 | Palais des Sports René Bougnol, Montpellier Zuschauer: 2.900 |
| 4. Oktober 2015 So., 17:00 Uhr | Spielbericht             |         |                                    | Palais des Sports René Bougnol, Montpellier Zuschauer: 2.900 |

| 4. Oktober 2015 So., 17:00 Uhr | MOL-Pick Szeged                | 28:30   | FC Barcelona                                     | Városi Sportcsarnok, Szeged Zuschauer: 3.200 |
| 4. Oktober 2015 So., 17:00 Uhr | meiste Tore: Balogh, Källman 7 | (12:13) | meiste Tore: Entrerríos, Jícha, Lazarov, Tomás 5 | Városi Sportcsarnok, Szeged Zuschauer: 3.200 |
| 4. Oktober 2015 So., 17:00 Uhr | Spielbericht                   |         |                                                  | Városi Sportcsarnok, Szeged Zuschauer: 3.200 |

| 10. Oktober 2015 Sa., 16:00 Uhr | KS Vive Targi Kielce       | 35:27   | IFK Kristianstad        | Hala Legionów, Kielce Zuschauer: 4.200 |
| 10. Oktober 2015 Sa., 16:00 Uhr | meiste Tore: Aguinagalde 6 | (20:12) | meiste Tore: Bjørnsen 6 | Hala Legionów, Kielce Zuschauer: 4.200 |
| 10. Oktober 2015 Sa., 16:00 Uhr | Spielbericht               |         |                         | Hala Legionów, Kielce Zuschauer: 4.200 |

| 10. Oktober 2015 Sa., 17:30 Uhr | RK Vardar Skopje          | 25:19   | Rhein-Neckar Löwen    | Jane Sandanski Arena, Skopje Zuschauer: 5.500 |
| 10. Oktober 2015 Sa., 17:30 Uhr | meiste Tore: Dujshebaev 7 | (11:10) | meiste Tore: Larsen 7 | Jane Sandanski Arena, Skopje Zuschauer: 5.500 |
| 10. Oktober 2015 Sa., 17:30 Uhr | Spielbericht              |         |                       | Jane Sandanski Arena, Skopje Zuschauer: 5.500 |

| 10. Oktober 2015 Sa., 19:00 Uhr | FC Barcelona            | 37:27   | Montpellier HB       | Palau Blaugrana, Barcelona Zuschauer: 3.014 |
| 10. Oktober 2015 Sa., 19:00 Uhr | meiste Tore: Lazarov 12 | (19:12) | meiste Tore: Gajič 8 | Palau Blaugrana, Barcelona Zuschauer: 3.014 |
| 10. Oktober 2015 Sa., 19:00 Uhr | Spielbericht            |         |                      | Palau Blaugrana, Barcelona Zuschauer: 3.014 |

| 11. Oktober 2015 So., 16:50 Uhr | KIF Kolding København      | 22:27  | MOL-Pick Szeged        | Brøndby Hallen, Brøndby Zuschauer: 4.042 |
| 11. Oktober 2015 So., 16:50 Uhr | meiste Tore: Spellerberg 8 | (9:16) | meiste Tore: Källman 5 | Brøndby Hallen, Brøndby Zuschauer: 4.042 |
| 11. Oktober 2015 So., 16:50 Uhr | Spielbericht               |        |                        | Brøndby Hallen, Brøndby Zuschauer: 4.042 |

| 17. Oktober 2015 Sa., 17:00 Uhr | Montpellier HB         | 30:26   | IFK Kristianstad        | Palais des Sports René Bougnol, Montpellier Zuschauer: 2.700 |
| 17. Oktober 2015 Sa., 17:00 Uhr | meiste Tore: Dolenec 8 | (13:14) | meiste Tore: Bjørnsen 8 | Palais des Sports René Bougnol, Montpellier Zuschauer: 2.700 |
| 17. Oktober 2015 Sa., 17:00 Uhr | Spielbericht           |         |                         | Palais des Sports René Bougnol, Montpellier Zuschauer: 2.700 |

| 17. Oktober 2015 Sa., 17:30 Uhr | Rhein-Neckar Löwen    | 30:25   | MOL-Pick Szeged               | SAP Arena, Mannheim Zuschauer: 4.062 |
| 17. Oktober 2015 Sa., 17:30 Uhr | meiste Tore: Schmid 7 | (13:13) | meiste Tore: Balogh, Bombač 5 | SAP Arena, Mannheim Zuschauer: 4.062 |
| 17. Oktober 2015 Sa., 17:30 Uhr | Spielbericht          |         |                               | SAP Arena, Mannheim Zuschauer: 4.062 |

| 17. Oktober 2015 Sa., 18:00 Uhr | KS Vive Targi Kielce   | 30:30   | FC Barcelona           | Hala Legionów, Kielce Zuschauer: 4.200 |
| 17. Oktober 2015 Sa., 18:00 Uhr | meiste Tore: Jurecki 7 | (14:17) | meiste Tore: Lazarov 7 | Hala Legionów, Kielce Zuschauer: 4.200 |
| 17. Oktober 2015 Sa., 18:00 Uhr | Spielbericht           |         |                        | Hala Legionów, Kielce Zuschauer: 4.200 |

| 18. Oktober 2015 So., 16:50 Uhr | KIF Kolding København     | 33:31   | RK Vardar Skopje                | Brøndby Hallen, Brøndby Zuschauer: 2.948 |
| 18. Oktober 2015 So., 16:50 Uhr | meiste Tore: Andersson 10 | (17:15) | meiste Tore: Dibirow, Maqueda 7 | Brøndby Hallen, Brøndby Zuschauer: 2.948 |
| 18. Oktober 2015 So., 16:50 Uhr | Spielbericht              |         |                                 | Brøndby Hallen, Brøndby Zuschauer: 2.948 |

| 22. Oktober 2015 Do., 19:30 Uhr | IFK Kristianstad      | 32:29   | Rhein-Neckar Löwen    | Kristianstad Arena, Kristianstad Zuschauer: 4.531 |
| 22. Oktober 2015 Do., 19:30 Uhr | meiste Tore: Jamali 8 | (20:12) | meiste Tore: Schmid 7 | Kristianstad Arena, Kristianstad Zuschauer: 4.531 |
| 22. Oktober 2015 Do., 19:30 Uhr | Spielbericht          |         |                       | Kristianstad Arena, Kristianstad Zuschauer: 4.531 |

| 24. Oktober 2015 Sa., 17:00 Uhr | MOL-Pick Szeged       | 28:27   | Montpellier HB         | Városi Sportcsarnok, Szeged Zuschauer: 3.200 |
| 24. Oktober 2015 Sa., 17:00 Uhr | meiste Tore: Bombač 8 | (14:14) | meiste Tore: Dolenec 6 | Városi Sportcsarnok, Szeged Zuschauer: 3.200 |
| 24. Oktober 2015 Sa., 17:00 Uhr | Spielbericht          |         |                        | Városi Sportcsarnok, Szeged Zuschauer: 3.200 |

| 24. Oktober 2015 Sa., 17:30 Uhr | RK Vardar Skopje               | 34:24   | KS Vive Targi Kielce       | Jane Sandanski Arena, Skopje Zuschauer: 6.000 |
| 24. Oktober 2015 Sa., 17:30 Uhr | meiste Tore: Dibirow, Harbok 8 | (18:14) | meiste Tore: Aguinagalde 6 | Jane Sandanski Arena, Skopje Zuschauer: 6.000 |
| 24. Oktober 2015 Sa., 17:30 Uhr | Spielbericht                   |         |                            | Jane Sandanski Arena, Skopje Zuschauer: 6.000 |

| 24. Oktober 2015 Sa., 20:05 Uhr | FC Barcelona            | 28:25   | KIF Kolding København    | Palau Blaugrana, Barcelona Zuschauer: 3.074 |
| 24. Oktober 2015 Sa., 20:05 Uhr | meiste Tore: Lazarov 10 | (11:13) | meiste Tore: Andersson 8 | Palau Blaugrana, Barcelona Zuschauer: 3.074 |
| 24. Oktober 2015 Sa., 20:05 Uhr | Spielbericht            |         |                          | Palau Blaugrana, Barcelona Zuschauer: 3.074 |

| 14. November 2015 Sa., 19:00 Uhr | MOL-Pick Szeged        | 35:28   | IFK Kristianstad      | Városi Sportcsarnok, Szeged Zuschauer: 3.000 |
| 14. November 2015 Sa., 19:00 Uhr | meiste Tore: Källman 8 | (19:14) | meiste Tore: Jamali 8 | Városi Sportcsarnok, Szeged Zuschauer: 3.000 |
| 14. November 2015 Sa., 19:00 Uhr | Spielbericht           |         |                       | Városi Sportcsarnok, Szeged Zuschauer: 3.000 |

| 14. November 2015 Sa., 19:30 Uhr | FC Barcelona            | 31:30   | RK Vardar Skopje      | Palau Blaugrana, Barcelona Zuschauer: 3.908 |
| 14. November 2015 Sa., 19:30 Uhr | meiste Tore: Jallouz 12 | (16:13) | meiste Tore: Gorbok 8 | Palau Blaugrana, Barcelona Zuschauer: 3.908 |
| 14. November 2015 Sa., 19:30 Uhr | Spielbericht            |         |                       | Palau Blaugrana, Barcelona Zuschauer: 3.908 |

| 15. November 2015 So., 15:00 Uhr | Montpellier HB                                                | 28:30   | Rhein-Neckar Löwen      | Park&Suites Arena, Montpellier Zuschauer: 6.000 |
| 15. November 2015 So., 15:00 Uhr | meiste Tore: Dolenec, Guigou, Kavtičnik, Mačkovšek, Simonet 4 | (15:16) | meiste Tore: Du Rietz 7 | Park&Suites Arena, Montpellier Zuschauer: 6.000 |
| 15. November 2015 So., 15:00 Uhr | Spielbericht                                                  |         |                         | Park&Suites Arena, Montpellier Zuschauer: 6.000 |

| 15. November 2015 So., 16:50 Uhr | KIF Kolding København    | 25:33   | KS Vive Targi Kielce    | Brøndby Hallen, Brøndby Zuschauer: 4.000 |
| 15. November 2015 So., 16:50 Uhr | meiste Tore: Andersson 7 | (13:12) | meiste Tore: Bielecki 7 | Brøndby Hallen, Brøndby Zuschauer: 4.000 |
| 15. November 2015 So., 16:50 Uhr | Spielbericht             |         |                         | Brøndby Hallen, Brøndby Zuschauer: 4.000 |

| 18. November 2015 Mi., 18:45 Uhr | Rhein-Neckar Löwen      | 25:21   | Montpellier HB         | Fraport Arena, Frankfurt am Main Zuschauer: 3.409 |
| 18. November 2015 Mi., 18:45 Uhr | meiste Tore: Groetzki 5 | (16:10) | meiste Tore: Dolenec 5 | Fraport Arena, Frankfurt am Main Zuschauer: 3.409 |
| 18. November 2015 Mi., 18:45 Uhr | Spielbericht            |         |                        | Fraport Arena, Frankfurt am Main Zuschauer: 3.409 |

| 18. November 2015 Mi., 19:00 Uhr | IFK Kristianstad       | 32:34   | MOL-Pick Szeged        | Kristianstad Arena, Kristianstad Zuschauer: 4.793 |
| 18. November 2015 Mi., 19:00 Uhr | meiste Tore: Jamali 10 | (19:16) | meiste Tore: Bombač 13 | Kristianstad Arena, Kristianstad Zuschauer: 4.793 |
| 18. November 2015 Mi., 19:00 Uhr | Spielbericht           |         |                        | Kristianstad Arena, Kristianstad Zuschauer: 4.793 |

| 22. November 2015 So., 17:45 Uhr | RK Vardar Skopje      | 25:27   | FC Barcelona           | Jane Sandanski Arena, Skopje Zuschauer: 5.500 |
| 22. November 2015 So., 17:45 Uhr | meiste Tore: Gorbok 5 | (15:12) | meiste Tore: Jallouz 8 | Jane Sandanski Arena, Skopje Zuschauer: 5.500 |
| 22. November 2015 So., 17:45 Uhr | Spielbericht          |         |                        | Jane Sandanski Arena, Skopje Zuschauer: 5.500 |

| 22. November 2015 So., 19:00 Uhr | KS Vive Targi Kielce    | 33:31   | KIF Kolding København       | Hala Legionów, Kielce Zuschauer: 4.200 |
| 22. November 2015 So., 19:00 Uhr | meiste Tore: Bielecki 8 | (13:14) | meiste Tore: Spellerberg 10 | Hala Legionów, Kielce Zuschauer: 4.200 |
| 22. November 2015 So., 19:00 Uhr | Spielbericht            |         |                             | Hala Legionów, Kielce Zuschauer: 4.200 |

| 26. November 2015 Do., 20:45 Uhr | Rhein-Neckar Löwen     | 29:20   | IFK Kristianstad         | Fraport Arena, Frankfurt am Main Zuschauer: 1.868 |
| 26. November 2015 Do., 20:45 Uhr | meiste Tore: Schmid 11 | (15:10) | meiste Tore: Tollbring 5 | Fraport Arena, Frankfurt am Main Zuschauer: 1.868 |
| 26. November 2015 Do., 20:45 Uhr | Spielbericht           |         |                          | Fraport Arena, Frankfurt am Main Zuschauer: 1.868 |

| 28. November 2015 Sa., 16:00 Uhr | KS Vive Targi Kielce   | 23:20  | RK Vardar Skopje                | Hala Legionów, Kielce Zuschauer: 4.200 |
| 28. November 2015 Sa., 16:00 Uhr | meiste Tore: Jurecki 5 | (10:6) | meiste Tore: Harbok, Marsenic 5 | Hala Legionów, Kielce Zuschauer: 4.200 |
| 28. November 2015 Sa., 16:00 Uhr | Spielbericht           |        |                                 | Hala Legionów, Kielce Zuschauer: 4.200 |

| 29. November 2015 So., 16:50 Uhr | KIF Kolding København      | 28:36   | FC Barcelona           | Brøndby Hallen, Brøndby Zuschauer: 4.911 |
| 29. November 2015 So., 16:50 Uhr | meiste Tore: Spellerberg 7 | (15:16) | meiste Tore: Jallouz 9 | Brøndby Hallen, Brøndby Zuschauer: 4.911 |
| 29. November 2015 So., 16:50 Uhr | Spielbericht               |         |                        | Brøndby Hallen, Brøndby Zuschauer: 4.911 |

| 29. November 2015 So., 17:00 Uhr | Montpellier HB         | 29:29   | MOL-Pick Szeged       | Palais des Sports René Bougnol, Montpellier Zuschauer: 2.850 |
| 29. November 2015 So., 17:00 Uhr | meiste Tore: Dolenec 8 | (17:17) | meiste Tore: Bombač 9 | Palais des Sports René Bougnol, Montpellier Zuschauer: 2.850 |
| 29. November 2015 So., 17:00 Uhr | Spielbericht           |         |                       | Palais des Sports René Bougnol, Montpellier Zuschauer: 2.850 |

| 5. Dezember 2015 Sa., 17:30 Uhr | RK Vardar Skopje                                | 34:24  | KIF Kolding København       | Jane Sandanski Arena, Skopje Zuschauer: 4.000 |
| 5. Dezember 2015 Sa., 17:30 Uhr | meiste Tore: Brumen, Cindrić, Dibirow, Toskic 4 | (18:8) | meiste Tore: Spellerberg, 6 | Jane Sandanski Arena, Skopje Zuschauer: 4.000 |
| 5. Dezember 2015 Sa., 17:30 Uhr | Spielbericht                                    |        |                             | Jane Sandanski Arena, Skopje Zuschauer: 4.000 |

| 5. Dezember 2015 Sa., 18:00 Uhr | IFK Kristianstad         | 29:30   | Montpellier HB       | Kristianstad Arena, Kristianstad Zuschauer: 4.851 |
| 5. Dezember 2015 Sa., 18:00 Uhr | meiste Tore: Cederholm 8 | (15:15) | meiste Tore: Toumi 8 | Kristianstad Arena, Kristianstad Zuschauer: 4.851 |
| 5. Dezember 2015 Sa., 18:00 Uhr | Spielbericht             |         |                      | Kristianstad Arena, Kristianstad Zuschauer: 4.851 |

| 5. Dezember 2015 Sa., 18:30 Uhr | FC Barcelona            | 31:33   | KS Vive Targi Kielce    | Palau Blaugrana, Barcelona Zuschauer: 4.231 |
| 5. Dezember 2015 Sa., 18:30 Uhr | meiste Tore: Lazarov 11 | (19:16) | meiste Tore: Bielecki 9 | Palau Blaugrana, Barcelona Zuschauer: 4.231 |
| 5. Dezember 2015 Sa., 18:30 Uhr | Spielbericht            |         |                         | Palau Blaugrana, Barcelona Zuschauer: 4.231 |

| 5. Dezember 2015 Sa., 20:45 Uhr | MOL-Pick Szeged        | 30:24   | Rhein-Neckar Löwen    | Városi Sportcsarnok, Szeged Zuschauer: 3.200 |
| 5. Dezember 2015 Sa., 20:45 Uhr | meiste Tore: Bombač 11 | (14:12) | meiste Tore: Larsen 8 | Városi Sportcsarnok, Szeged Zuschauer: 3.200 |
| 5. Dezember 2015 Sa., 20:45 Uhr | Spielbericht           |         |                       | Városi Sportcsarnok, Szeged Zuschauer: 3.200 |

| 11. Februar 2016 Do., 19:00 Uhr | IFK Kristianstad           | 35:35   | KS Vive Targi Kielce     | Kristianstad Arena, Kristianstad Zuschauer: 4.653 |
| 11. Februar 2016 Do., 19:00 Uhr | meiste Tore: Iman Jamali 8 | (17:19) | meiste Tore: Reichmann 9 | Kristianstad Arena, Kristianstad Zuschauer: 4.653 |
| 11. Februar 2016 Do., 19:00 Uhr | Spielbericht               |         |                          | Kristianstad Arena, Kristianstad Zuschauer: 4.653 |

| 11. Februar 2016 Do., 19:30 Uhr | Rhein-Neckar Löwen     | 28:27   | RK Vardar Skopje      | Fraport Arena, Frankfurt am Main Zuschauer: 3.274 |
| 11. Februar 2016 Do., 19:30 Uhr | meiste Tore: Schmid 10 | (14:15) | meiste Tore: Harbok 7 | Fraport Arena, Frankfurt am Main Zuschauer: 3.274 |
| 11. Februar 2016 Do., 19:30 Uhr | Spielbericht           |         |                       | Fraport Arena, Frankfurt am Main Zuschauer: 3.274 |

| 14. Februar 2016 So., 17:00 Uhr | Montpellier HB       | 23:31   | FC Barcelona           | Park&Suites Arena, Montpellier Zuschauer: 7.500 |
| 14. Februar 2016 So., 17:00 Uhr | meiste Tore: Gajič 8 | (11:15) | meiste Tore: Lazarov 9 | Park&Suites Arena, Montpellier Zuschauer: 7.500 |
| 14. Februar 2016 So., 17:00 Uhr | Spielbericht         |         |                        | Park&Suites Arena, Montpellier Zuschauer: 7.500 |

| 14. Februar 2016 So., 17:00 Uhr | MOL-Pick Szeged       | 34:23   | KIF Kolding København    | Városi Sportcsarnok, Szeged Zuschauer: 3.100 |
| 14. Februar 2016 So., 17:00 Uhr | meiste Tore: García 6 | (18:13) | meiste Tore: Andersson 5 | Városi Sportcsarnok, Szeged Zuschauer: 3.100 |
| 14. Februar 2016 So., 17:00 Uhr | Spielbericht          |         |                          | Városi Sportcsarnok, Szeged Zuschauer: 3.100 |

| 20. Februar 2016 Sa., 17:30 Uhr | KS Vive Targi Kielce         | 28:27   | Rhein-Neckar Löwen    | Hala Legionów, Kielce Zuschauer: 4.200 |
| 20. Februar 2016 Sa., 17:30 Uhr | meiste Tore: Buntić, Čupić 5 | (12:10) | meiste Tore: Larsen 6 | Hala Legionów, Kielce Zuschauer: 4.200 |
| 20. Februar 2016 Sa., 17:30 Uhr | Spielbericht                 |         |                       | Hala Legionów, Kielce Zuschauer: 4.200 |

| 20. Februar 2016 Sa., 17:30 Uhr | RK Vardar Skopje       | 38:36   | IFK Kristianstad                     | Jane Sandanski Arena, Skopje Zuschauer: 4.876 |
| 20. Februar 2016 Sa., 17:30 Uhr | meiste Tore: Cindrić 8 | (21:19) | meiste Tore: Bjørnsen, Iman Jamali 7 | Jane Sandanski Arena, Skopje Zuschauer: 4.876 |
| 20. Februar 2016 Sa., 17:30 Uhr | Spielbericht           |         |                                      | Jane Sandanski Arena, Skopje Zuschauer: 4.876 |

| 21. Februar 2016 So., 16:50 Uhr | KIF Kolding København   | 27:26   | Montpellier HB       | Brøndby Hallen, Brøndby Zuschauer: 3.204 |
| 21. Februar 2016 So., 16:50 Uhr | meiste Tore: Igropulo 6 | (14:12) | meiste Tore: Toumi 7 | Brøndby Hallen, Brøndby Zuschauer: 3.204 |
| 21. Februar 2016 So., 16:50 Uhr | Spielbericht            |         |                      | Brøndby Hallen, Brøndby Zuschauer: 3.204 |

| 21. Februar 2016 So., 17:00 Uhr | FC Barcelona                    | 30:25   | MOL-Pick Szeged       | Palau Blaugrana, Barcelona Zuschauer: 4.776 |
| 21. Februar 2016 So., 17:00 Uhr | meiste Tore: Jallouz, Lazarov 6 | (19:14) | meiste Tore: Bombač 6 | Palau Blaugrana, Barcelona Zuschauer: 4.776 |
| 21. Februar 2016 So., 17:00 Uhr | Spielbericht                    |         |                       | Palau Blaugrana, Barcelona Zuschauer: 4.776 |

| 25. Februar 2016 Do., 19:00 Uhr | IFK Kristianstad         | 24:31   | FC Barcelona           | Kristianstad Arena, Kristianstad Zuschauer: 5.112 |
| 25. Februar 2016 Do., 19:00 Uhr | meiste Tore: Tollbring 4 | (12:19) | meiste Tore: Lazarov 9 | Kristianstad Arena, Kristianstad Zuschauer: 5.112 |
| 25. Februar 2016 Do., 19:00 Uhr | Spielbericht             |         |                        | Kristianstad Arena, Kristianstad Zuschauer: 5.112 |

| 28. Februar 2016 So., 17:30 Uhr | Montpellier HB          | 27:32   | KS Vive Targi Kielce | Park&Suites Arena, Montpellier Zuschauer: 5.000 |
| 28. Februar 2016 So., 17:30 Uhr | meiste Tore: Fabregas 5 | (16:17) | meiste Tore: Čupić 7 | Park&Suites Arena, Montpellier Zuschauer: 5.000 |
| 28. Februar 2016 So., 17:30 Uhr | Spielbericht            |         |                      | Park&Suites Arena, Montpellier Zuschauer: 5.000 |

| 28. Februar 2016 So., 17:30 Uhr | MOL-Pick Szeged       | 29:31   | RK Vardar Skopje       | Városi Sportcsarnok, Szeged Zuschauer: 3.200 |
| 28. Februar 2016 So., 17:30 Uhr | meiste Tore: Bombač 7 | (14:13) | meiste Tore: Maqueda 8 | Városi Sportcsarnok, Szeged Zuschauer: 3.200 |
| 28. Februar 2016 So., 17:30 Uhr | Spielbericht          |         |                        | Városi Sportcsarnok, Szeged Zuschauer: 3.200 |

| 28. Februar 2016 So., 19:30 Uhr | Rhein-Neckar Löwen           | 24:20   | KIF Kolding København                 | Fraport Arena, Frankfurt am Main Zuschauer: 2.824 |
| 28. Februar 2016 So., 19:30 Uhr | meiste Tore: Sigurmannsson 7 | (12:11) | meiste Tore: Andersson, Spellerberg 5 | Fraport Arena, Frankfurt am Main Zuschauer: 2.824 |
| 28. Februar 2016 So., 19:30 Uhr | Spielbericht                 |         |                                       | Fraport Arena, Frankfurt am Main Zuschauer: 2.824 |

| 5. März 2016 Sa., 17:30 Uhr | RK Vardar Skopje                    | 27:23   | Montpellier HB       | Jane Sandanski Arena, Skopje Zuschauer: 5.000 |
| 5. März 2016 Sa., 17:30 Uhr | meiste Tore: Dujshebaev, Manaskov 7 | (17:17) | meiste Tore: Gajič 6 | Jane Sandanski Arena, Skopje Zuschauer: 5.000 |
| 5. März 2016 Sa., 17:30 Uhr | Spielbericht                        |         |                      | Jane Sandanski Arena, Skopje Zuschauer: 5.000 |

| 5. März 2016 Sa., 20:30 Uhr | FC Barcelona                    | 26:20   | Rhein-Neckar Löwen    | Palau Blaugrana, Barcelona Zuschauer: 4.776 |
| 5. März 2016 Sa., 20:30 Uhr | meiste Tore: Jallouz, Lazarov 6 | (11:10) | meiste Tore: Schmid 5 | Palau Blaugrana, Barcelona Zuschauer: 4.776 |
| 5. März 2016 Sa., 20:30 Uhr | Spielbericht                    |         |                       | Palau Blaugrana, Barcelona Zuschauer: 4.776 |

| 6. März 2016 So., 16:50 Uhr | KIF Kolding København   | 21:30   | IFK Kristianstad         | Brøndby Hallen, Brøndby Zuschauer: 4.712 |
| 6. März 2016 So., 16:50 Uhr | meiste Tore: Jacobsen 5 | (13:11) | meiste Tore: Tollbring 6 | Brøndby Hallen, Brøndby Zuschauer: 4.712 |
| 6. März 2016 So., 16:50 Uhr | Spielbericht            |         |                          | Brøndby Hallen, Brøndby Zuschauer: 4.712 |

| 6. März 2016 So., 18:00 Uhr | KS Vive Targi Kielce         | 27:26   | MOL-Pick Szeged       | Hala Legionów, Kielce Zuschauer: 4.200 |
| 6. März 2016 So., 18:00 Uhr | meiste Tore: Štrlek, Čupić 5 | (12:16) | meiste Tore: García 6 | Hala Legionów, Kielce Zuschauer: 4.200 |
| 6. März 2016 So., 18:00 Uhr | Spielbericht                 |         |                       | Hala Legionów, Kielce Zuschauer: 4.200 |

### Gruppe C
| Pl. | Verein                | Sp. | S | U | N | Tore      | Diff. | Punkte |
| --- | --------------------- | --- | - | - | - | --------- | ----- | ------ |
| 1.  | Brest GK Meschkow     | 10  | 8 | 0 | 2 | 0321:2640 | +57   | 016:40 |
| 2.  | Naturhouse La Rioja   | 10  | 7 | 0 | 3 | 0298:2700 | +28   | 014:60 |
| 3.  | FC Porto              | 10  | 7 | 0 | 3 | 0296:2650 | +31   | 014:60 |
| 4.  | Medwedi Tschechow     | 10  | 4 | 0 | 6 | 0271:2920 | −21   | 08:120 |
| 5.  | HC Vojvodina Novi Sad | 10  | 2 | 0 | 8 | 0241:2970 | −56   | 04:160 |
| 6.  | HT Tatran Prešov      | 10  | 2 | 0 | 8 | 0240:2790 | −39   | 04:160 |

| 17. September 2015 Do., 18:00 Uhr | Medwedi Tschechow    | 27:26   | Naturhouse La Rioja     | Olimpiysky Sport Palace, Tschechow Zuschauer: 1.500 |
| 17. September 2015 Do., 18:00 Uhr | meiste Tore: Kotow 6 | (13:13) | meiste Tore: Malmagro 8 | Olimpiysky Sport Palace, Tschechow Zuschauer: 1.500 |
| 17. September 2015 Do., 18:00 Uhr | Spielbericht         |         |                         | Olimpiysky Sport Palace, Tschechow Zuschauer: 1.500 |

| 19. September 2015 Sa., 17:00 Uhr | Brest GK Meschkow                           | 34:22   | HC Vojvodina Novi Sad     | Universal Sports Complex Victoria, Brest Zuschauer: 2.500 |
| 19. September 2015 Sa., 17:00 Uhr | meiste Tore: Krištopāns, Stojković, Vukić 5 | (15:14) | meiste Tore: Rastworzew 7 | Universal Sports Complex Victoria, Brest Zuschauer: 2.500 |
| 19. September 2015 Sa., 17:00 Uhr | Spielbericht                                |         |                           | Universal Sports Complex Victoria, Brest Zuschauer: 2.500 |

| 19. September 2015 Sa., 18:00 Uhr | FC Porto                                  | 33:23   | HT Tatran Prešov      | Dragão Caixa, Porto Zuschauer: 1.151 |
| 19. September 2015 Sa., 18:00 Uhr | meiste Tore: Brito Duarte, Cuni Morales 6 | (14:11) | meiste Tore: Furlan 7 | Dragão Caixa, Porto Zuschauer: 1.151 |
| 19. September 2015 Sa., 18:00 Uhr | Spielbericht                              |         |                       | Dragão Caixa, Porto Zuschauer: 1.151 |

| 26. September 2015 Sa., 15:00 Uhr | HT Tatran Prešov    | 20:30   | Brest GK Meschkow                     | City Hall Prešov, Prešov Zuschauer: 2.600 |
| 26. September 2015 Sa., 15:00 Uhr | meiste Tore: Antl 5 | (11:14) | meiste Tore: Dzmitry, Razgor, Vukić 4 | City Hall Prešov, Prešov Zuschauer: 2.600 |
| 26. September 2015 Sa., 15:00 Uhr | Spielbericht        |         |                                       | City Hall Prešov, Prešov Zuschauer: 2.600 |

| 26. September 2015 Sa., 18:00 Uhr | Naturhouse La Rioja     | 30:23   | FC Porto              | Palacio de los Deportes de La Rioja, Logroño Zuschauer: 2.000 |
| 26. September 2015 Sa., 18:00 Uhr | meiste Tore: Malmagro 8 | (10:12) | meiste Tore: Duarte 5 | Palacio de los Deportes de La Rioja, Logroño Zuschauer: 2.000 |
| 26. September 2015 Sa., 18:00 Uhr | Spielbericht            |         |                       | Palacio de los Deportes de La Rioja, Logroño Zuschauer: 2.000 |

| 26. September 2015 Sa., 18:00 Uhr | HC Vojvodina Novi Sad      | 26:24   | Medwedi Tschechow        | SC Slana Bara, Novi Sad Zuschauer: 1.500 |
| 26. September 2015 Sa., 18:00 Uhr | meiste Tore: Marjanović 11 | (12:13) | meiste Tore: Kowaljow 10 | SC Slana Bara, Novi Sad Zuschauer: 1.500 |
| 26. September 2015 Sa., 18:00 Uhr | Spielbericht               |         |                          | SC Slana Bara, Novi Sad Zuschauer: 1.500 |

| 1. Oktober 2015 Do., 19:00 Uhr | Medwedi Tschechow | 27:33 | Brest GK Meschkow | Olimpiysky Sport Palace, Tschechow Zuschauer: 1.460 |
| 1. Oktober 2015 Do., 19:00 Uhr | (14:17)           |       |                   | Olimpiysky Sport Palace, Tschechow Zuschauer: 1.460 |
| 1. Oktober 2015 Do., 19:00 Uhr | Spielbericht      |       |                   | Olimpiysky Sport Palace, Tschechow Zuschauer: 1.460 |

| 1. Oktober 2015 Do., 19:30 Uhr | HC Vojvodina Novi Sad | 23:27 | FC Porto | Zuschauer: 4.000 |
| 1. Oktober 2015 Do., 19:30 Uhr | (8:14)                |       |          | Zuschauer: 4.000 |
| 1. Oktober 2015 Do., 19:30 Uhr | Spielbericht          |       |          | Zuschauer: 4.000 |

| 3. Oktober 2015 Sa., 16:00 Uhr | Naturhouse La Rioja | 37:29 | HT Tatran Prešov | Palacio de los Deportes de La Rioja, Logroño Zuschauer: 2.000 |
| 3. Oktober 2015 Sa., 16:00 Uhr | (22:15)             |       |                  | Palacio de los Deportes de La Rioja, Logroño Zuschauer: 2.000 |
| 3. Oktober 2015 Sa., 16:00 Uhr | Spielbericht        |       |                  | Palacio de los Deportes de La Rioja, Logroño Zuschauer: 2.000 |

| 7. Oktober 2015 Mi., 20:00 Uhr | Brest GK Meschkow | 31:33 | Naturhouse La Rioja | Zuschauer: 3.000 |
| 7. Oktober 2015 Mi., 20:00 Uhr | (17:15)           |       |                     | Zuschauer: 3.000 |
| 7. Oktober 2015 Mi., 20:00 Uhr | Spielbericht      |       |                     | Zuschauer: 3.000 |

| 10. Oktober 2015 Sa., 15:30 Uhr | HT Tatran Prešov | 19:27 | HC Vojvodina Novi Sad | Zuschauer: 1.227 |
| 10. Oktober 2015 Sa., 15:30 Uhr | (10:14)          |       |                       | Zuschauer: 1.227 |
| 10. Oktober 2015 Sa., 15:30 Uhr | Spielbericht     |       |                       | Zuschauer: 1.227 |

| 10. Oktober 2015 Sa., 18:00 Uhr | FC Porto     | 31:27 | Medwedi Tschechow | Zuschauer: 1.705 |
| 10. Oktober 2015 Sa., 18:00 Uhr | (12:14)      |       |                   | Zuschauer: 1.705 |
| 10. Oktober 2015 Sa., 18:00 Uhr | Spielbericht |       |                   | Zuschauer: 1.705 |

| 17. Oktober 2015 Sa., 18:00 Uhr | FC Porto     | 29:28 | Brest GK Meschkow | Zuschauer: 2.012 |
| 17. Oktober 2015 Sa., 18:00 Uhr | (16:11)      |       |                   | Zuschauer: 2.012 |
| 17. Oktober 2015 Sa., 18:00 Uhr | Spielbericht |       |                   | Zuschauer: 2.012 |

| 17. Oktober 2015 Sa., 18:00 Uhr | HC Vojvodina Novi Sad | 26:31 | Naturhouse La Rioja | Zuschauer: 3.000 |
| 17. Oktober 2015 Sa., 18:00 Uhr | (11:16)               |       |                     | Zuschauer: 3.000 |
| 17. Oktober 2015 Sa., 18:00 Uhr | Spielbericht          |       |                     | Zuschauer: 3.000 |

| 18. Oktober 2015 So., 18:00 Uhr | HT Tatran Prešov | 27:21 | Medwedi Tschechow | Zuschauer: 2.100 |
| 18. Oktober 2015 So., 18:00 Uhr | (12:12)          |       |                   | Zuschauer: 2.100 |
| 18. Oktober 2015 So., 18:00 Uhr | Spielbericht     |       |                   | Zuschauer: 2.100 |

| 22. Oktober 2015 Do., 19:00 Uhr | Medwedi Tschechow | 29:28 | HT Tatran Prešov | Zuschauer: 1.200 |
| 22. Oktober 2015 Do., 19:00 Uhr | (15:15)           |       |                  | Zuschauer: 1.200 |
| 22. Oktober 2015 Do., 19:00 Uhr | Spielbericht      |       |                  | Zuschauer: 1.200 |

| 24. Oktober 2015 Sa., 18:00 Uhr | Naturhouse La Rioja | 31:22 | HC Vojvodina Novi Sad | Zuschauer: 2.000 |
| 24. Oktober 2015 Sa., 18:00 Uhr | (15:9)              |       |                       | Zuschauer: 2.000 |
| 24. Oktober 2015 Sa., 18:00 Uhr | Spielbericht        |       |                       | Zuschauer: 2.000 |

| 24. Oktober 2015 Sa., 18:00 Uhr | Brest GK Meschkow | 34:27 | FC Porto | Zuschauer: 2.500 |
| 24. Oktober 2015 Sa., 18:00 Uhr | (17:12)           |       |          | Zuschauer: 2.500 |
| 24. Oktober 2015 Sa., 18:00 Uhr | Spielbericht      |       |          | Zuschauer: 2.500 |

| 11. November 2015 Mi., 20:00 Uhr | HT Tatran Prešov | 24:25 | FC Porto | Zuschauer: 3.120 |
| 11. November 2015 Mi., 20:00 Uhr | (10:14)          |       |          | Zuschauer: 3.120 |
| 11. November 2015 Mi., 20:00 Uhr | Spielbericht     |       |          | Zuschauer: 3.120 |

| 14. November 2015 Sa., 18:00 Uhr | Naturhouse La Rioja | 30:26 | Medwedi Tschechow | Zuschauer: 2.000 |
| 14. November 2015 Sa., 18:00 Uhr | (14:14)             |       |                   | Zuschauer: 2.000 |
| 14. November 2015 Sa., 18:00 Uhr | Spielbericht        |       |                   | Zuschauer: 2.000 |

| 14. November 2015 Sa., 18:00 Uhr | HC Vojvodina Novi Sad | 26:35 | Brest GK Meschkow | Zuschauer: 800 |
| 14. November 2015 Sa., 18:00 Uhr | (12:20)               |       |                   | Zuschauer: 800 |
| 14. November 2015 Sa., 18:00 Uhr | Spielbericht          |       |                   | Zuschauer: 800 |

| 19. November 2015 Do., 19:00 Uhr | Medwedi Tschechow | 34:30 | HC Vojvodina Novi Sad | Zuschauer: 1.900 |
| 19. November 2015 Do., 19:00 Uhr | (19:14)           |       |                       | Zuschauer: 1.900 |
| 19. November 2015 Do., 19:00 Uhr | Spielbericht      |       |                       | Zuschauer: 1.900 |

| 21. November 2015 Sa., 18:00 Uhr | Brest GK Meschkow | 32:26 | HT Tatran Prešov | Zuschauer: 3.200 |
| 21. November 2015 Sa., 18:00 Uhr | (17:12)           |       |                  | Zuschauer: 3.200 |
| 21. November 2015 Sa., 18:00 Uhr | Spielbericht      |       |                  | Zuschauer: 3.200 |

| 21. November 2015 Sa., 18:00 Uhr | FC Porto     | 35:31 | Naturhouse La Rioja | Zuschauer: 1.915 |
| 21. November 2015 Sa., 18:00 Uhr | (15:14)      |       |                     | Zuschauer: 1.915 |
| 21. November 2015 Sa., 18:00 Uhr | Spielbericht |       |                     | Zuschauer: 1.915 |

| 26. November 2015 Do., 19:00 Uhr | Medwedi Tschechow | 30:29 | FC Porto | Zuschauer: 1.500 |
| 26. November 2015 Do., 19:00 Uhr | (16:15)           |       |          | Zuschauer: 1.500 |
| 26. November 2015 Do., 19:00 Uhr | Spielbericht      |       |          | Zuschauer: 1.500 |

| 26. November 2015 Do., 19:30 Uhr | HC Vojvodina Novi Sad | 24:25 | HT Tatran Prešov | Zuschauer: 500 |
| 26. November 2015 Do., 19:30 Uhr | (14.14)               |       |                  | Zuschauer: 500 |
| 26. November 2015 Do., 19:30 Uhr | Spielbericht          |       |                  | Zuschauer: 500 |

| 28. November 2015 Sa., 18:00 Uhr | Naturhouse La Rioja | 28:32 | Brest GK Meschkow | Zuschauer: 3.000 |
| 28. November 2015 Sa., 18:00 Uhr | (11:17)             |       |                   | Zuschauer: 3.000 |
| 28. November 2015 Sa., 18:00 Uhr | Spielbericht        |       |                   | Zuschauer: 3.000 |

| 5. Dezember 2015 Sa., 16:00 Uhr | FC Porto     | 37:15 | HC Vojvodina Novi Sad | Zuschauer: 1.870 |
| 5. Dezember 2015 Sa., 16:00 Uhr | (16:7)       |       |                       | Zuschauer: 1.870 |
| 5. Dezember 2015 Sa., 16:00 Uhr | Spielbericht |       |                       | Zuschauer: 1.870 |

| 5. Dezember 2015 Sa., 18:00 Uhr | Brest GK Meschkow | 32:26 | Medwedi Tschechow | Zuschauer: 3.300 |
| 5. Dezember 2015 Sa., 18:00 Uhr | (15:13)           |       |                   | Zuschauer: 3.300 |
| 5. Dezember 2015 Sa., 18:00 Uhr | Spielbericht      |       |                   | Zuschauer: 3.300 |

| 5. Dezember 2015 Sa., 18:30 Uhr | HT Tatran Prešov | 19:21 | Naturhouse La Rioja | Zuschauer: 2.283 |
| 5. Dezember 2015 Sa., 18:30 Uhr | (8:6)            |       |                     | Zuschauer: 2.283 |
| 5. Dezember 2015 Sa., 18:30 Uhr | Spielbericht     |       |                     | Zuschauer: 2.283 |

### Gruppe D
| Pl. | Verein                  | Sp. | S | U | N | Tore      | Diff. | Punkte |
| --- | ----------------------- | --- | - | - | - | --------- | ----- | ------ |
| 1.  | HK Motor Saporischschja | 10  | 7 | 1 | 2 | 0296:2770 | +19   | 015:50 |
| 2.  | Skjern Håndbold         | 10  | 6 | 2 | 2 | 0293:2710 | +22   | 014:60 |
| 3.  | Kadetten Schaffhausen   | 10  | 5 | 1 | 4 | 0270:2700 | ±0    | 011:90 |
| 4.  | HCM Baia Mare           | 10  | 3 | 3 | 4 | 0264:2680 | −4    | 09:110 |
| 5.  | Elverum Håndball        | 10  | 3 | 1 | 6 | 0274:2890 | −15   | 07:130 |
| 6.  | RK Metalurg Skopje      | 10  | 2 | 0 | 8 | 0219:2410 | −22   | 04:160 |

| 17. September 2015 Do., 20:00 Uhr | Kadetten Schaffhausen  | 30:31   | Elverum Håndball        | Zuschauer: 1.050 |
| 17. September 2015 Do., 20:00 Uhr | meiste Tore: Liniger 8 | (15:16) | meiste Tore: Mitrović 9 | Zuschauer: 1.050 |
| 17. September 2015 Do., 20:00 Uhr | Spielbericht           |         |                         | Zuschauer: 1.050 |

| 19. September 2015 Sa., 17:30 Uhr | HK Motor Saporischschja | 30:24  | RK Metalurg Skopje      | Zuschauer: 1.000 |
| 19. September 2015 Sa., 17:30 Uhr | meiste Tore: Burka 9    | (17:9) | meiste Tore: Božović 10 | Zuschauer: 1.000 |
| 19. September 2015 Sa., 17:30 Uhr | Spielbericht            |        |                         | Zuschauer: 1.000 |

| 20. September 2015 So, 16:50 Uhr | Skjern Håndbold          | 32:28   | HCM Baia Mare           | Zuschauer: 2.247 |
| 20. September 2015 So, 16:50 Uhr | meiste Tore: Mikkelsen 9 | (17:12) | meiste Tore: Sadoveac 8 | Zuschauer: 2.247 |
| 20. September 2015 So, 16:50 Uhr | Spielbericht             |         |                         | Zuschauer: 2.247 |

| 26. September 2015 Sa., 17:30 Uhr | RK Metalurg Skopje     | 28:24   | Kadetten Schaffhausen  | Zuschauer: 3.500 |
| 26. September 2015 Sa., 17:30 Uhr | meiste Tore: Božović 8 | (15:11) | meiste Tore: Császár 7 | Zuschauer: 3.500 |
| 26. September 2015 Sa., 17:30 Uhr | Spielbericht           |         |                        | Zuschauer: 3.500 |

| 27. September 2015 So., 15:15 Uhr | Elverum Håndball       | 23:37   | Skjern Håndbold                     | Zuschauer: 2.017 |
| 27. September 2015 So., 15:15 Uhr | meiste Tore: Lindboe 9 | (12:18) | meiste Tore: Mikkelsen, Rasmussen 8 | Zuschauer: 2.017 |
| 27. September 2015 So., 15:15 Uhr | Spielbericht           |         |                                     | Zuschauer: 2.017 |

| 27. September 2015 So., 18:00 Uhr | HCM Baia Mare            | 35:30   | HK Motor Saporischschja               | Zuschauer: 2.200 |
| 27. September 2015 So., 18:00 Uhr | meiste Tore: Iváncsik 11 | (18:14) | meiste Tore: Malašinskas, Puchouski 7 | Zuschauer: 2.200 |
| 27. September 2015 So., 18:00 Uhr | Spielbericht             |         |                                       | Zuschauer: 2.200 |

| 3. Oktober 2015 Sa., 17:30 Uhr | RK Metalurg Skopje | 22:19 | Elverum Håndball | Zuschauer: 3.500 |
| 3. Oktober 2015 Sa., 17:30 Uhr | (10:12)            |       |                  | Zuschauer: 3.500 |
| 3. Oktober 2015 Sa., 17:30 Uhr | Spielbericht       |       |                  | Zuschauer: 3.500 |

| 4. Oktober 2015 So., 16:10 Uhr | HK Motor Saporischschja | 31:26 | Skjern Håndbold | Zuschauer: 1.800 |
| 4. Oktober 2015 So., 16:10 Uhr | (15:13)                 |       |                 | Zuschauer: 1.800 |
| 4. Oktober 2015 So., 16:10 Uhr | Spielbericht            |       |                 | Zuschauer: 1.800 |

| 4. Oktober 2015 So., 18:00 Uhr | HCM Baia Mare | 31:31 | Kadetten Schaffhausen | Zuschauer: 2.080 |
| 4. Oktober 2015 So., 18:00 Uhr | (16:18)       |       |                       | Zuschauer: 2.080 |
| 4. Oktober 2015 So., 18:00 Uhr | Spielbericht  |       |                       | Zuschauer: 2.080 |

| 8. Oktober 2015 Do., 20:00 Uhr | Kadetten Schaffhausen | 30:27 | HK Motor Saporischschja | Zuschauer: 1.810 |
| 8. Oktober 2015 Do., 20:00 Uhr | (15:8)                |       |                         | Zuschauer: 1.810 |
| 8. Oktober 2015 Do., 20:00 Uhr | Spielbericht          |       |                         | Zuschauer: 1.810 |

| 11. Oktober 2015 So., 15:10 Uhr | Skjern Håndbold | 20:19 | RK Metalurg Skopje | Zuschauer: 2.600 |
| 11. Oktober 2015 So., 15:10 Uhr | (8:10)          |       |                    | Zuschauer: 2.600 |
| 11. Oktober 2015 So., 15:10 Uhr | Spielbericht    |       |                    | Zuschauer: 2.600 |

| 11. Oktober 2015 So., 16:15 Uhr | Elverum Håndball | 28:28 | HCM Baia Mare | Zuschauer: 1.479 |
| 11. Oktober 2015 So., 16:15 Uhr | (9:14)           |       |               | Zuschauer: 1.479 |
| 11. Oktober 2015 So., 16:15 Uhr | Spielbericht     |       |               | Zuschauer: 1.479 |

| 15. Oktober 2015 Do., 19:30 Uhr | Kadetten Schaffhausen | 24:30 | Skjern Håndbold | Zuschauer: 2.260 |
| 15. Oktober 2015 Do., 19:30 Uhr | (13:12)               |       |                 | Zuschauer: 2.260 |
| 15. Oktober 2015 Do., 19:30 Uhr | Spielbericht          |       |                 | Zuschauer: 2.260 |

| 18. Oktober 2015 So., 16:00 Uhr | HCM Baia Mare | 21:20 | RK Metalurg Skopje | Zuschauer: 2.400 |
| 18. Oktober 2015 So., 16:00 Uhr | (10:9)        |       |                    | Zuschauer: 2.400 |
| 18. Oktober 2015 So., 16:00 Uhr | Spielbericht  |       |                    | Zuschauer: 2.400 |

| 18. Oktober 2015 So., 16:15 Uhr | Elverum Håndball | 29:30 | HK Motor Saporischschja | Zuschauer: 1.559 |
| 18. Oktober 2015 So., 16:15 Uhr | (15:12)          |       |                         | Zuschauer: 1.559 |
| 18. Oktober 2015 So., 16:15 Uhr | Spielbericht     |       |                         | Zuschauer: 1.559 |

| 24. Oktober 2015 Sa., 18:30 Uhr | HK Motor Saporischschja | 33:30 | Elverum Håndball | Zuschauer: 1.800 |
| 24. Oktober 2015 Sa., 18:30 Uhr | (14:15)                 |       |                  | Zuschauer: 1.800 |
| 24. Oktober 2015 Sa., 18:30 Uhr | Spielbericht            |       |                  | Zuschauer: 1.800 |

| 25. Oktober 2015 So., 16:50 Uhr | Skjern Håndbold | 25:29 | Kadetten Schaffhausen | Zuschauer: 3.088 |
| 25. Oktober 2015 So., 16:50 Uhr | (13:12)         |       |                       | Zuschauer: 3.088 |
| 25. Oktober 2015 So., 16:50 Uhr | Spielbericht    |       |                       | Zuschauer: 3.088 |

| 25. Oktober 2015 So., 17:30 Uhr | RK Metalurg Skopje | 21:23 | HCM Baia Mare | Zuschauer: 4.500 |
| 25. Oktober 2015 So., 17:30 Uhr | (9:13)             |       |               | Zuschauer: 4.500 |
| 25. Oktober 2015 So., 17:30 Uhr | Spielbericht       |       |               | Zuschauer: 4.500 |

| 12. November 2015 Do., 17:45 Uhr | RK Metalurg Skopje | 21:23 | HK Motor Saporischschja | Zuschauer: 4.153 |
| 12. November 2015 Do., 17:45 Uhr | (12:9)             |       |                         | Zuschauer: 4.153 |
| 12. November 2015 Do., 17:45 Uhr | Spielbericht       |       |                         | Zuschauer: 4.153 |

| 15. November 2015 So., 16:00 Uhr | HCM Baia Mare | 28:28 | Skjern Håndbold | Zuschauer: 2.000 |
| 15. November 2015 So., 16:00 Uhr | (15:11)       |       |                 | Zuschauer: 2.000 |
| 15. November 2015 So., 16:00 Uhr | Spielbericht  |       |                 | Zuschauer: 2.000 |

| 15. November 2015 So., 16:15 Uhr | Elverum Håndball | 27:28 | Kadetten Schaffhausen | Zuschauer: 1.553 |
| 15. November 2015 So., 16:15 Uhr | (11:15)          |       |                       | Zuschauer: 1.553 |
| 15. November 2015 So., 16:15 Uhr | Spielbericht     |       |                       | Zuschauer: 1.553 |

| 19. November 2015 Do., 20:00 Uhr | Kadetten Schaffhausen | 27:17 | RK Metalurg Skopje | Zuschauer: 2.340 |
| 19. November 2015 Do., 20:00 Uhr | (10:10)               |       |                    | Zuschauer: 2.340 |
| 19. November 2015 Do., 20:00 Uhr | Spielbericht          |       |                    | Zuschauer: 2.340 |

| 21. November 2015 Sa., 18:00 Uhr | HK Motor Saporischschja | 25:23 | HCM Baia Mare | Zuschauer: 1.800 |
| 21. November 2015 Sa., 18:00 Uhr | (14:11)                 |       |               | Zuschauer: 1.800 |
| 21. November 2015 Sa., 18:00 Uhr | Spielbericht            |       |               | Zuschauer: 1.800 |

| 22. November 2015 So., 16:50 Uhr | Skjern Håndbold | 34:29 | Elverum Håndball | Zuschauer: 2.950 |
| 22. November 2015 So., 16:50 Uhr | (17:10)         |       |                  | Zuschauer: 2.950 |
| 22. November 2015 So., 16:50 Uhr | Spielbericht    |       |                  | Zuschauer: 2.950 |

| 28. November 2015 Sa., 18:00 Uhr | HK Motor Saporischschja | 31:23 | Kadetten Schaffhausen | Zuschauer: 1.900 |
| 28. November 2015 Sa., 18:00 Uhr | (13:9)                  |       |                       | Zuschauer: 1.900 |
| 28. November 2015 Sa., 18:00 Uhr | Spielbericht            |       |                       | Zuschauer: 1.900 |

| 29. November 2015 So., 18:00 Uhr | HCM Baia Mare | 24:29 | Elverum Håndball | Zuschauer: 2.000 |
| 29. November 2015 So., 18:00 Uhr | (10:19)       |       |                  | Zuschauer: 2.000 |
| 29. November 2015 So., 18:00 Uhr | Spielbericht  |       |                  | Zuschauer: 2.000 |

| 29. November 2015 So., 18:30 Uhr | RK Metalurg Skopje | 24:25 | Skjern Håndbold | Zuschauer: 2.680 |
| 29. November 2015 So., 18:30 Uhr | (11:13)            |       |                 | Zuschauer: 2.680 |
| 29. November 2015 So., 18:30 Uhr | Spielbericht       |       |                 | Zuschauer: 2.680 |

| 3. Dezember 2015 Do., 20:00 Uhr | Kadetten Schaffhausen | 24:23 | HCM Baia Mare | Zuschauer: 1.640 |
| 3. Dezember 2015 Do., 20:00 Uhr | (14:12)               |       |               | Zuschauer: 1.640 |
| 3. Dezember 2015 Do., 20:00 Uhr | Spielbericht          |       |               | Zuschauer: 1.640 |

| 6. Dezember 2015 So., 15.15 Uhr | Elverum Håndball | 29:23 | RK Metalurg Skopje | Zuschauer: 1.461 |
| 6. Dezember 2015 So., 15.15 Uhr | (15:7)           |       |                    | Zuschauer: 1.461 |
| 6. Dezember 2015 So., 15.15 Uhr | Spielbericht     |       |                    | Zuschauer: 1.461 |

| 6. Dezember 2015 So., 16:50 Uhr | Skjern Håndbold | 36:36 | HK Motor Saporischschja | Zuschauer: 2.339 |
| 6. Dezember 2015 So., 16:50 Uhr | (17:19)         |       |                         | Zuschauer: 2.339 |
| 6. Dezember 2015 So., 16:50 Uhr | Spielbericht    |       |                         | Zuschauer: 2.339 |

### K.-o.-Runde Gruppen C und D
| 27. Februar 2016 Sa., 17:00 Uhr | Naturhouse La Rioja  | 30:31   | HK Motor Saporischschja   | Palacio de los Deportes de La Rioja, Logroño Zuschauer: 3.000 |
| 27. Februar 2016 Sa., 17:00 Uhr | meiste Tore: Rocas 6 | (15:14) | meiste Tore: Puchouski 10 | Palacio de los Deportes de La Rioja, Logroño Zuschauer: 3.000 |
| 27. Februar 2016 Sa., 17:00 Uhr | Spielbericht         |         |                           | Palacio de los Deportes de La Rioja, Logroño Zuschauer: 3.000 |

| 28. Februar 2016 So., 15:15 Uhr | Skjern Håndbold           | 31:31   | Brest GK Meschkow        | Skjern Bank Arena, Skjern Zuschauer: 2.432 |
| 28. Februar 2016 So., 15:15 Uhr | meiste Tore: Rasmussen 10 | (17:14) | meiste Tore: Stojković 8 | Skjern Bank Arena, Skjern Zuschauer: 2.432 |
| 28. Februar 2016 So., 15:15 Uhr | Spielbericht              |         |                          | Skjern Bank Arena, Skjern Zuschauer: 2.432 |

| 5. März 2016 Sa., 18:30 Uhr | HK Motor Saporischschja   | 39:37   | Naturhouse La Rioja                | Yunost Sport Hall, Saporischschja Zuschauer: 2.800 |
| 5. März 2016 Sa., 18:30 Uhr | meiste Tore: Puchouski 10 | (21:16) | meiste Tore: Alvarez, Vigo Gerpe 7 | Yunost Sport Hall, Saporischschja Zuschauer: 2.800 |
| 5. März 2016 Sa., 18:30 Uhr | Spielbericht              |         |                                    | Yunost Sport Hall, Saporischschja Zuschauer: 2.800 |

| 5. März 2016 Sa., 19:00 Uhr | Brest GK Meschkow        | 27:23   | Skjern Håndbold                  | Universal Sports Complex Victoria, Brest Zuschauer: 3.500 |
| 5. März 2016 Sa., 19:00 Uhr | meiste Tore: Shylowich 6 | (14:11) | meiste Tore: Myrhol, Rasmussen 5 | Universal Sports Complex Victoria, Brest Zuschauer: 3.500 |
| 5. März 2016 Sa., 19:00 Uhr | Spielbericht             |         |                                  | Universal Sports Complex Victoria, Brest Zuschauer: 3.500 |

## Achtelfinale

### Qualifizierte Teams
| Gruppe A MKB Veszprém KC SG Flensburg-Handewitt THW Kiel RK Zagreb Orlen Wisła Płock | Gruppe B KS Vive Targi Kielce RK Vardar Skopje Rhein-Neckar Löwen MOL-Pick Szeged Montpellier HB | Gruppe C Brest GK Meschkow | Gruppe D HK Motor Saporischschja |

### Ergebnisse
Die Paarungen wurden schon im Voraus entsprechend der Platzierungen in der Gruppenphase festgelegt.
Die Hinspiele fanden vom 16. bis 20. März 2016, die Rückspiele vom 23. bis 27. März 2016 statt.
| Mannschaft 1                                  | Mannschaft 2                          | Hinspiel           | Rückspiel          | Gesamt  |
| --------------------------------------------- | ------------------------------------- | ------------------ | ------------------ | ------- |
| HK Motor Saporischschja Soroka 13             | MKB Veszprém KC Ilić, Marguč, Sulić 9 | 19.03.16 17:00 Uhr | 26.03.16 17:00 Uhr | 52 : 70 |
| HK Motor Saporischschja Soroka 13             | MKB Veszprém KC Ilić, Marguč, Sulić 9 | 24 : 29 (12 : 12)  | 28 : 41 (14 : 23)  | 52 : 70 |
| HK Motor Saporischschja Soroka 13             | MKB Veszprém KC Ilić, Marguč, Sulić 9 | 2.200 Zuschauer    | 5.019 Zuschauer    | 52 : 70 |
| Brest GK Meschkow Stojković 12                | KS Vive Kielce Jurecki 12             | 19.03.16 17:00 Uhr | 26.03.16 16:00 Uhr | 58 : 65 |
| Brest GK Meschkow Stojković 12                | KS Vive Kielce Jurecki 12             | 28 : 32 (14 : 12)  | 30 : 33 (14 : 14)  | 58 : 65 |
| Brest GK Meschkow Stojković 12                | KS Vive Kielce Jurecki 12             | 3.500 Zuschauer    | 4.200 Zuschauer    | 58 : 65 |
| Montpellier HB Gajič 18                       | SG Flensburg-Handewitt Eggert 15      | 19.03.16 17:30 Uhr | 27.03.16 17:00 Uhr | 57 : 59 |
| Montpellier HB Gajič 18                       | SG Flensburg-Handewitt Eggert 15      | 27 : 28 (13 : 15)  | 30 : 31 (14 : 20)  | 57 : 59 |
| Montpellier HB Gajič 18                       | SG Flensburg-Handewitt Eggert 15      | 2.800 Zuschauer    | 5.700 Zuschauer    | 57 : 59 |
| Orlen Wisła Płock Rocha, Schitnikow, Toledo 7 | RK Vardar Skopje Karačić, Toskić 10   | 16.03.16 18:30 Uhr | 26.03.16 18:00 Uhr | 54 : 55 |
| Orlen Wisła Płock Rocha, Schitnikow, Toledo 7 | RK Vardar Skopje Karačić, Toskić 10   | 30 : 30 (16 : 14)  | 24 : 25 (15 : 13)  | 54 : 55 |
| Orlen Wisła Płock Rocha, Schitnikow, Toledo 7 | RK Vardar Skopje Karačić, Toskić 10   | 5.000 Zuschauer    | 5.500 Zuschauer    | 54 : 55 |
| MOL-Pick Szeged Bombač 11                     | THW Kiel Vujin 15                     | 20.03.16 18:30 Uhr | 23.03.16 18:30 Uhr | 62 : 65 |
| MOL-Pick Szeged Bombač 11                     | THW Kiel Vujin 15                     | 33 : 29 (16 : 14)  | 29 : 36 (14 : 18)  | 62 : 65 |
| MOL-Pick Szeged Bombač 11                     | THW Kiel Vujin 15                     | 3.200 Zuschauer    | 9.500 Zuschauer    | 62 : 65 |
| RK Zagreb Šebetić 9                           | Rhein-Neckar Löwen Gensheimer 12      | 19.03.16 20:00 Uhr | 27.03.16 19:30 Uhr | 54 : 53 |
| RK Zagreb Šebetić 9                           | Rhein-Neckar Löwen Gensheimer 12      | 23 : 24 (12 : 10)  | 31 : 29 (13 : 15)  | 54 : 53 |
| RK Zagreb Šebetić 9                           | Rhein-Neckar Löwen Gensheimer 12      | 13.800 Zuschauer   | 10.521 Zuschauer   | 54 : 53 |

## Viertelfinale

### Qualifizierte Teams
| Aus Gruppenphase Paris Saint-Germain FC Barcelona | Aus Achtelfinale MKB Veszprém KC KS Vive Kielce SG Flensburg-Handewitt RK Vardar Skopje THW Kiel RK Zagreb |

### Ergebnisse
Die Paarungen wurden schon im Voraus festgelegt.
Die Hinspiele fanden vom 20. bis zum 24. April 2016 statt, die Rückspiele vom 27. April bis zum 1. Mai 2016.
| Mannschaft 1                      | Mannschaft 2              | Hinspiel           | Rückspiel          | Gesamt  |
| --------------------------------- | ------------------------- | ------------------ | ------------------ | ------- |
| RK Zagreb                         | Paris Saint-Germain       | 23.04.16 20:30 Uhr | 01.05.16 17:00 Uhr | 52 : 60 |
| RK Zagreb                         | Paris Saint-Germain       | 20 : 28 (13 : 16)  | 32 : 32 (13 : 16)  | 52 : 60 |
| RK Zagreb                         | Paris Saint-Germain       | 15.200 Zuschauer   | 4.800 Zuschauer    | 52 : 60 |
| THW Kiel                          | FC Barcelona              | 24.04.16 19:30 Uhr | 30.04.16 18:30 Uhr | 59 : 57 |
| THW Kiel                          | FC Barcelona              | 29 : 24 (16 : 12)  | 30 : 33 (14 : 13)  | 59 : 57 |
| THW Kiel                          | FC Barcelona              | 10.285 Zuschauer   | 6.762 Zuschauer    | 59 : 57 |
| RK Vardar Skopje                  | MKB Veszprém KC           | 23.04.16 16:00 Uhr | 30.04.16 17:30 Uhr | 56 : 59 |
| RK Vardar Skopje                  | MKB Veszprém KC           | 26 : 29 (9 : 12)   | 30 : 30 (14 : 12)  | 56 : 59 |
| RK Vardar Skopje                  | MKB Veszprém KC           | 5.500 Zuschauer    | 5.019 Zuschauer    | 56 : 59 |
| SG Flensburg-Handewitt Schmidt 15 | KS Vive Kielce Jurecki 13 | 23.04.16 17:30 Uhr | 27.04.16 18:30 Uhr | 56 : 57 |
| SG Flensburg-Handewitt Schmidt 15 | KS Vive Kielce Jurecki 13 | 28 : 28 (13 : 14)  | 28 : 29 (13 : 14)  | 56 : 57 |
| SG Flensburg-Handewitt Schmidt 15 | KS Vive Kielce Jurecki 13 | 5.367 Zuschauer    | 4.200 Zuschauer    | 56 : 57 |

## Final Four

### Qualifizierte Teams
Paris Saint-Germain
 THW Kiel
 MKB Veszprém KC
 KS Vive Kielce

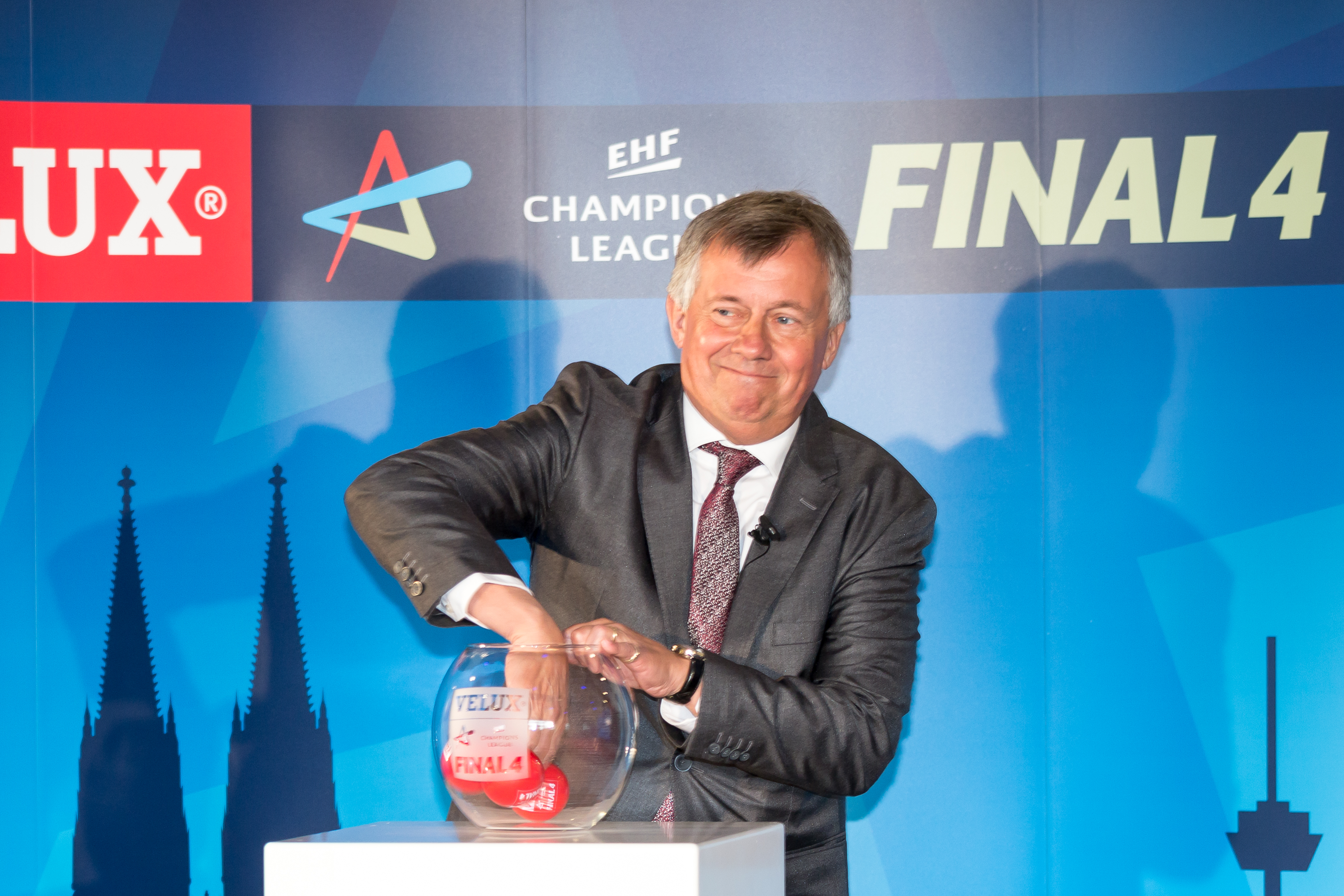
Auslosung der Final Four am 3. Mai 2016 in Köln

Die Auslosung für das Final Four fand am 3. Mai 2016 in Köln statt.
Die Halbfinalspiele wurden am 28. Mai 2016 in der Kölner Lanxess Arena ausgetragen.

### Halbfinale
| Mannschaft 1   | Endergebnis                    | Mannschaft 2        | Datum und Zeit        |
| -------------- | ------------------------------ | ------------------- | --------------------- |
| KS Vive Kielce | 28 : 26 (16 : 16)              | Paris Saint-Germain | 28.05.2016, 15:15 Uhr |
| THW Kiel       | 28 : 31 n. V. (25 : 25, 15:12) | MKB Veszprém KC     | 28.05.2016, 18:00 Uhr |

#### 1. Halbfinale
28. Mai 2016 in Köln, Lanxess Arena, 19.250 Zuschauer.
KS Vive Kielce: Szmal, Markowski, Šego – Jurecki   (5), Tkaczyk, Reichmann (4), Chrapkowski , Kus     , Aguinagalde (3), Bielecki (1), Jachlewski (1), Štrlek (4), Lijewski   (4), Paczkowski , Zorman  (4), Čupić (2)
Paris Saint-Germain: Annonay, Omeyer – Melić, Møllgaard Jensen (1), Accambray, Vori    (1), Kounkoud, Gunnarsson, Abalo (3), L. Karabatić   (1), Hansen  (10), Narcisse (1), Onufrijenko (5), Honrubia (2), N. Karabatić   (2), M’Tima
Schiedsrichter:  Lars Geipel und Marcus Helbig
Quelle: Spielbericht

#### 2. Halbfinale
28. Mai 2016 in Köln, Lanxess Arena, 19.250 Zuschauer.
THW Kiel: Landin Jacobsen, Katsigiannis – Duvnjak (7), Ferreira, Mamelund, Sprenger, Dissinger (2), Wiencek   (5), Ekberg (5), Anic, Cañellas  , Dahmke, Jaanimaa, Klein  (1), Brozović , Vujin  (8)
MKB Veszprém KC: Mikler, Alilović – Gulyás, Iváncsik (2), Schuch  , Ilić  (8), Pálmarsson (4), Nilsson, Nagy   (3), Ugalde (4), Marguč  (6), Rodríguez (1), Terzić, Sulić (1), Lékai, Slišković (2)
Schiedsrichter:  Øyvind Togstad und Rune Kristiansen
Quelle: Spielbericht

### Kleines Finale
Das Spiel um Platz 3 fand am 29. Mai 2016 in der Kölner Lanxess Arena statt. Der Gewinner der Partie ist Drittplatzierter der EHF Champions League 2016.
| Mannschaft 1        | Endergebnis       | Mannschaft 2 | Datum und Zeit        |
| ------------------- | ----------------- | ------------ | --------------------- |
| Paris Saint-Germain | 29 : 27 (15 : 11) | THW Kiel     | 29.05.2016, 15:15 Uhr |

29. Mai 2016 in Köln, Lanxess Arena, 19.250 Zuschauer.
Paris Saint-Germain: Annonay, Omeyer – Melić, Møllgaard Jensen  , Accambray, Kounkoud  (3), Gunnarsson, Abalo (2), L. Karabatić   (1), Hansen  (10), Narcisse  (5), Onufrijenko  (6), Honrubia  (1), N. Karabatić, M’Tima (1)
Trainer: Zvonimir Serdarušić
THW Kiel: Landin Jacobsen, Katsigiannis – Duvnjak (5), Mamelund, Sprenger  (2), Dissinger  (8), Wiencek (3), Ekberg (2), Anic, Cañellas (2), Dahmke (1), Jaanimaa, Williams, Klein (1), Brozović     , Vujin (3)
Trainer: Alfreð Gíslason
Schiedsrichter:  Jónas Elíasson und Anton Gylfi Pálsson
Quelle: Spielbericht

### Finale
Das Finale fand am 29. Mai 2016 in der Kölner Lanxess Arena statt. Der Gewinner der Partie ist Sieger der EHF Champions League 2016.
| Mannschaft 1   | Endergebnis                               | Mannschaft 2    | Datum und Zeit        |
| -------------- | ----------------------------------------- | --------------- | --------------------- |
| KS Vive Kielce | 39 : 38 n.S. ( 35 : 35, 29 : 29, 13 : 17) | MKB Veszprém KC | 29.05.2016, 18:00 Uhr |

29. Mai 2016 in Köln, Lanxess Arena, 19.250 Zuschauer.
KS Vive Kielce: Szmal, Markowski, Šego – Jurecki   (3), Tkaczyk, Reichmann  (9), Chrapkowski , Kus   , Aguinagalde (5), Bielecki (7), Jachlewski (2), Štrlek (4), Lijewski (5), Paczkowski, Zorman  (4), Čupić
Trainer: Talant Dujshebaev
MKB Veszprém KC: Mikler, Alilović – Gulyás, Iváncsik (1), Schuch  , Ilić (7), Pálmarsson  (6), Nilsson (6), Nagy  (5), Ugalde  (7), Marguč (1), Rodríguez, Terzić   , Sulić, Lékai (3), Slišković  (2)
Trainer: Javier Sabaté
Schiedsrichter:  Óscar Raluy López und Ángel Sabroso Ramírez
Quelle: Spielbericht
Aron Pálmarsson vom MKB Veszprém KC wurde zum Most Valuable Player des Endturniers gewählt.

## Statistiken

### Torschützenliste

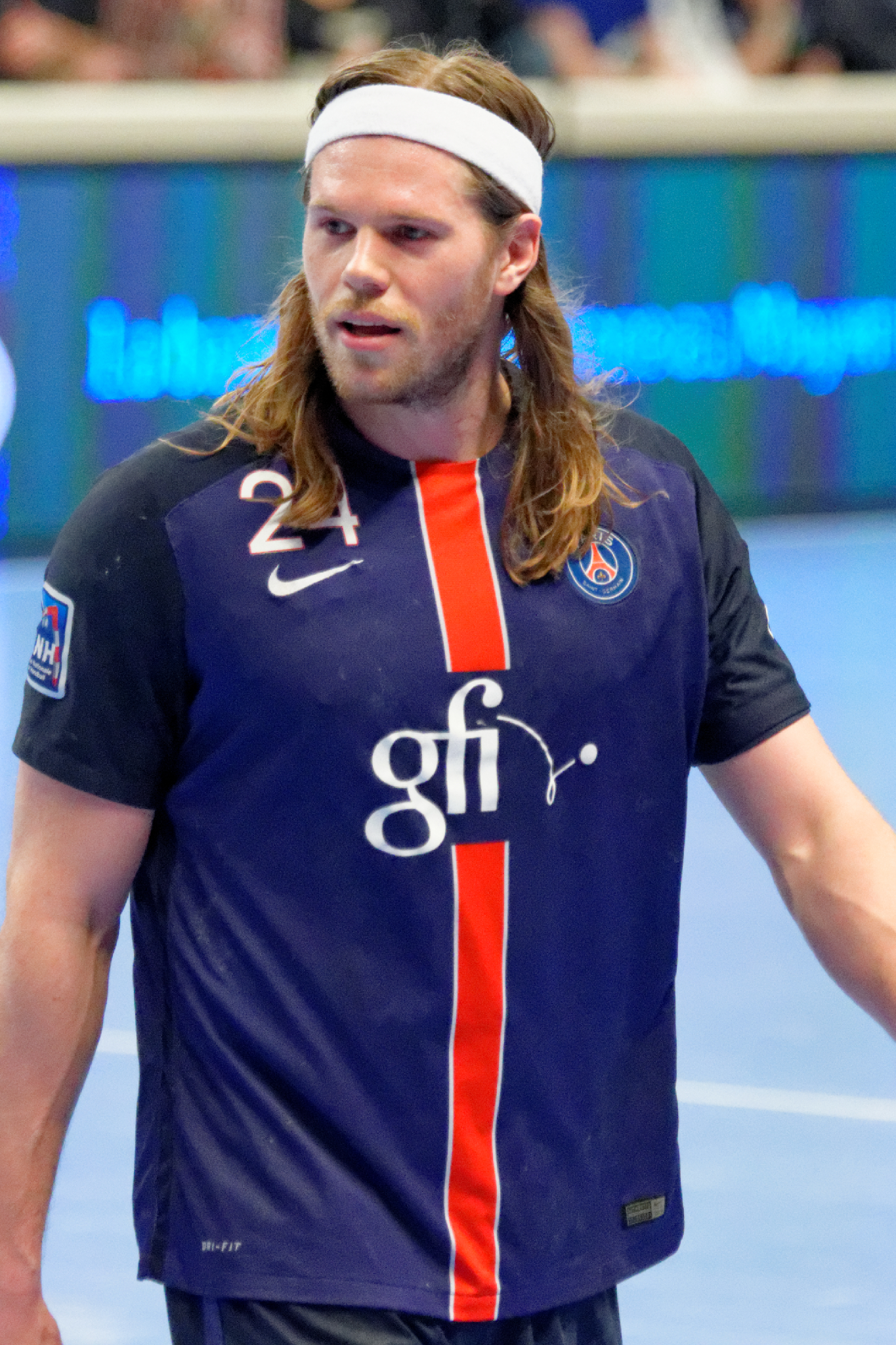
Mikkel Hansen

Die Torschützenliste zeigt die zehn besten Torschützen in der EHF Champions League 2015/16.
Zu sehen sind die Nation der Spieler, der Name, die Position, der Verein, die gespielten Spiele, die Tore und die Ø-Tore.
| Pl. | Nation         | Spieler          | Pos. | Verein                  | Sp. | Tore | Ø   |
| --- | -------------- | ---------------- | ---- | ----------------------- | --- | ---- | --- |
| 01. | Danemark       | Mikkel Hansen    | RL   | Paris Saint-Germain     | 18  | 141  | 7,8 |
| 02. | Serbien        | Momir Ilić       | RL   | MKB Veszprém KC         | 19  | 120  | 6,3 |
| 03. | Nordmazedonien | Kiril Lazarov    | RR   | FC Barcelona            | 16  | 109  | 6,8 |
| 04. | Serbien        | Marko Vujin      | RR   | THW Kiel                | 20  | 103  | 5,2 |
| 05. | Slowenien      | Dean Bombač      | RM   | MOL-Pick Szeged         | 16  | 101  | 6,3 |
| 06. | Kroatien       | Domagoj Duvnjak  | RM   | THW Kiel                | 19  | 093  | 4,9 |
| 06. | Polen          | Michał Jurecki   | RL   | KS Vive Targi Kielce    | 20  | 093  | 4,7 |
| 08. | Danemark       | Anders Eggert    | LA   | SG Flensburg-Handewitt  | 18  | 090  | 5,0 |
| 08. | Frankreich     | Nikola Karabatić | RM   | Paris Saint-Germain     | 18  | 090  | 5,0 |
| 08. | Belarus        | Barys Puchouski  | RM   | HK Motor Saporischschja | 14  | 090  | 6,4 |

Stand 29. Mai 2016